# Edizioni di Report
Questa voce raccoglie i dettagli delle edizioni del programma televisivo di Rai 3 Report.

## Prima edizione (1997-1998)
| nº | Data              | Titolo                       | Autore                          | Argomento |
| -- | ----------------- | ---------------------------- | ------------------------------- | --------- |
| 1  | 3 settembre 1997  | Il Dente Avvelenato          | Sabrina Giannini                | Salute    |
| 2  | 24 settembre 1997 | Troppo bello per essere vero | Milena Gabanelli                | Scienza   |
| 3  | 10 ottobre 1997   | Mobilità                     | Milena Gabanelli                | Società   |
| 4  | 15 ottobre 1997   | Gli effetti dell'elettrosmog | Sabrina Giannini                | Ambiente  |
| 5  | 22 ottobre 1997   | L'affare AIDS                | Paolo Barnard                   | Salute    |
| 6  | 4 maggio 1998     | Tv e Auditel                 | Paolo Barnard, Sabrina Giannini | Società   |

## Seconda edizione (1998)
| nº | Data              | Titolo                         | Autore                            | Argomento |
| -- | ----------------- | ------------------------------ | --------------------------------- | --------- |
| 1  | 24 settembre 1998 | Il gene sfigurato              | Carlo Pizzati                     | Scienza   |
| 2  | 1º ottobre 1998   | Carissima salma                | Bernardo Iovene                   | Società   |
| 3  | 8 ottobre 1998    | Non solo il dente è avvelenato | Sabrina Giannini                  | Salute    |
| 4  | 15 ottobre 1998   | Il virus dell'obbligo          | Stefania Rimini                   | Salute    |
| 5  | 29 ottobre 1998   | La follia                      | Fabrizio Lazzaretti               | Società   |
| 6  | 5 novembre 1998   | Idee, invenzioni, brevetti     | Bernardo Iovene                   | Società   |
| 7  | 12 novembre 1998  | Acqua pagata, acqua regalata   | Stefania Rimini e Bernardo Iovene | Ambiente  |
| 8  | 3 dicembre 1998   | Trasparenza e privacy          | Sabrina Giannini                  | Società   |
| 9  | 10 dicembre 1998  | Enti inutili                   | Stefania Rimini                   | Economia  |
| 9  | 10 dicembre 1998  | Lo Stato Chiesa                | Bernardo Iovene                   | Società   |

## Terza edizione (1999-2000)
| nº | Data              | Titolo                                                                    | Autore                             | Argomento |
| -- | ----------------- | ------------------------------------------------------------------------- | ---------------------------------- | --------- |
| 1  | 29 settembre 1999 | 2000: Odissea nel pattume                                                 | Sabrina Giannini                   | Ambiente  |
| 2  | 6 ottobre 1999    | Nessuna legge per il più forte                                            | Stefania Rimini                    | Scienza   |
| 3  | 13 ottobre 1999   | Macchine irreparabili                                                     | Bernardo Iovene                    | Società   |
| 4  | 20 ottobre 1999   | Se non ammazza ingrassa                                                   | Paolo Barnard                      | Salute    |
| 5  | 3 novembre 1999   | Le vie delle armi non sono infinite                                       | Milena Gabanelli e Bernardo Iovene | Società   |
| 6  | 10 novembre 1999  | Sondagite cronica                                                         | Sabrina Giannini                   | Società   |
| 7  | 1º dicembre 1999  | La sanità del libero mercato                                              | Bernardo Iovene e Stefania Rimini  | Salute    |
| 8  | 8 dicembre 1999   | Un debito senza fondo                                                     | Paolo Barnard                      | Economia  |
| 9  | 15 dicembre 1999  | Uranio a bordo                                                            | Sabrina Giannini                   | Salute    |
| 9  | 15 dicembre 1999  | La scoria riciclata                                                       | Stefania Rimini                    | Salute    |
| 9  | 15 dicembre 1999  | La pesca delle bombe                                                      | Bernardo Iovene                    | Salute    |
| 10 | 2 gennaio 2000    | Perché?: La strada di Napoli                                              | Bernardo Iovene                    | Società   |
| 10 | 2 gennaio 2000    | Perché?: Perché così cari?                                                | Bernardo Iovene                    | Società   |
| 10 | 2 gennaio 2000    | Perché?: Perché Livigno?                                                  | Bernardo Iovene                    | Società   |
| 11 | 26 maggio 2000    | Il paradiso in nero                                                       | Bernardo Iovene                    | Economia  |
| 12 | 31 maggio 2000    | Perché?: Perché la sperimentazione del metodo Di Bella è fallita?         | Sabrina Giannini                   | Salute    |
| 12 | 31 maggio 2000    | Perché?: Perché paghiamo i farmaci più di quel che dovremmo?              | Sabrina Giannini                   | Salute    |
| 12 | 31 maggio 2000    | Perché?: La donna a San Marino                                            | Bernardo Iovene                    | Società   |
| 12 | 31 maggio 2000    | Perché?: I paraurti                                                       | Bernardo Iovene                    | Società   |
| 12 | 31 maggio 2000    | Perché?: Perché alcuni processi non arriveranno mai alla sentenza finale? | Sabrina Giannini                   | Società   |
| 13 | 9 giugno 2000     | I globalizzatori                                                          | Paolo Barnard                      | Economia  |
| 14 | 14 giugno 2000    | Paradisi Fiscali                                                          | Stefania Rimini                    | Economia  |

## Quarta edizione (2000-2001)
| nº | Data             | Titolo                                                                             | Autore                                        | Argomento     |
| -- | ---------------- | ---------------------------------------------------------------------------------- | --------------------------------------------- | ------------- |
| 1  | 1º ottobre 2000  | Perché?: Lavori in autostrada                                                      | Chiara Baldassari                             | Società       |
| 1  | 1º ottobre 2000  | Perché?: Limite di velocità                                                        | Bernardo Iovene                               | Società       |
| 1  | 1º ottobre 2000  | Perché?: Il latte più caro del mondo                                               | Stefania Rimini                               | Economia      |
| 1  | 1º ottobre 2000  | Perché?: Farmacie comunali in vendita                                              | Bernardo Iovene                               | Salute        |
| 1  | 1º ottobre 2000  | Perché?: Vaccini al mercurio                                                       | Stefania Rimini                               | Salute        |
| 2  | 8 ottobre 2000   | La Sardegna che verrà                                                              | Bernardo Iovene                               | Società       |
| 3  | 15 ottobre 2000  | Ipocrisia di Stato                                                                 | Sabrina Giannini                              | Salute        |
| 4  | 22 ottobre 2000  | E-conomy                                                                           | Angelo Fontana, Carlo Pizzati e Paolo Barnard | Economia      |
| 5  | 29 ottobre 2000  | Perché?: Le antenne fuori norma                                                    | Chiara Baldassari                             | Ambiente      |
| 5  | 29 ottobre 2000  | Perché?: Le affissioni abusive dei manifesti elettorali                            | Francesco Lombardi                            | Società       |
| 5  | 29 ottobre 2000  | Perché?: Ritardi aerei                                                             | Emanuele Angiuli                              | Società       |
| 6  | 5 novembre 2000  | Potrebbe un esperimento distruggere la Terra?                                      | Milena Gabanelli                              | Scienza       |
| 6  | 5 novembre 2000  | La SACE: un ente che tace                                                          | Stefania Rimini                               | Economia      |
| 7  | 12 novembre 2000 | I trafficanti del doping                                                           | Udo Gumpel                                    | Ambiente      |
| 8  | 19 novembre 2000 | Radioattività di Stato                                                             | Milena Gabanelli                              | Salute        |
| 8  | 19 novembre 2000 | La pattumiera nucleare                                                             | Giorgio Fornoni                               | Ambiente      |
| 9  | 26 novembre 2000 | Come bio comanda                                                                   | Sabrina Giannini                              | Alimentazione |
| 10 | 14 gennaio 2001  | Sotto controllo                                                                    | Francesco Lombardi e Stefania Rimini          | Società       |
| 10 | 14 gennaio 2001  | Ladri di goal                                                                      | Giovanna Corsetti                             | Società       |
| 11 | 21 gennaio 2001  | Perché?: Numerini eliminacode                                                      | Chiara Baldassari                             | Società       |
| 11 | 21 gennaio 2001  | Perché?: Autoscooter senza patente                                                 | Paolo Barnard                                 | Società       |
| 11 | 21 gennaio 2001  | Perché?: Scooter truccati                                                          | Chiara Baldassari                             | Ambiente      |
| 11 | 21 gennaio 2001  | Perché?: 80 km con 3 litri. Perché in Italia no?                                   | Udo Gumpel                                    | Ambiente      |
| 11 | 21 gennaio 2001  | Perché?: L'assicurazione ci scarica. Perché?                                       | Giovanna Corsetti                             | Società       |
| 12 | 28 gennaio 2001  | Le regioni a statuto speciale                                                      | Bernardo Iovene                               | Società       |
| 13 | 4 febbraio 2001  | Mucca pazza: cronaca di omissioni e insabbiamenti                                  | Sabrina Giannini                              | Salute        |
| 13 | 4 febbraio 2001  | Il glutammato fa male?                                                             | Chiara Baldassari                             | Salute        |
| 13 | 4 febbraio 2001  | Perché?: Perché non si usano più le viti di una volta?                             | Giovanna Corsetti                             | Società       |
| 14 | 11 febbraio 2001 | Giù le mani dal Brenta                                                             | Marco Melega                                  | Ambiente      |
| 14 | 11 febbraio 2001 | La montagna fa acqua                                                               | Michele Buono e Piero Riccardi                | Ambiente      |
| 15 | 18 febbraio 2001 | Non sempre il fumo fa male                                                         | Paolo Barnard                                 | Salute        |
| 15 | 18 febbraio 2001 | Bologna inquinata                                                                  | Chiara Baldassari                             | Ambiente      |
| 15 | 18 febbraio 2001 | Perché?: Tombini                                                                   | Gianluigi De Stefano                          | Società       |
| 15 | 18 febbraio 2001 | Perché?: E chi lo dà l'esame?                                                      | Giovanna Corsetti                             | Società       |
| 16 | 1º marzo 2001    | Com'è andata a finire: Carissima salma (aggiornamento del 1º ottobre 1998)         | Bernardo Iovene                               | Società       |
| 16 | 1º marzo 2001    | Com'è andata a finire: L'acqua minerale in Italia                                  | Stefania Rimini                               | Ambiente      |
| 16 | 1º marzo 2001    | Com'è andata a finire: 2000: Odissea nel pattume (aggiornamento)                   | Sabrina Giannini                              | Ambiente      |
| 16 | 1º marzo 2001    | Com'è andata a finire: La strada di Napoli                                         | Bernardo Iovene                               | Società       |
| 16 | 1º marzo 2001    | Com'è andata a finire: Pane della carità                                           | Bernardo Iovene                               | Società       |
| 16 | 1º marzo 2001    | Com'è andata a finire: Vaccini al mercurio (aggiornamento)                         | Stefania Rimini                               | Salute        |
| 16 | 1º marzo 2001    | Com'è andata a finire: Radioattività di Stato (aggiornamento)                      | Milena Gabanelli                              | Salute        |
| 16 | 1º marzo 2001    | Com'è andata a finire: La pattumiera nucleare (aggiornamento del 19 novembre 2000) | Giorgio Fornoni                               | Ambiente      |
| 16 | 1º marzo 2001    | Com'è andata a finire: Paradiso in nero (aggiornamento del 26 maggio 2000)         | Bernardo Iovene                               | Economia      |
| 16 | 1º marzo 2001    | Com'è andata a finire: Ipocrisia di Stato (aggiornamento)                          | Sabrina Giannini                              | Salute        |

## Quinta edizione (2001-2002)
| nº | Data              | Titolo                                                                     | Autore                          | Argomento     |
| -- | ----------------- | -------------------------------------------------------------------------- | ------------------------------- | ------------- |
| 1  | 20 settembre 2001 | La grande opera                                                            | Stefania Rimini                 | Società       |
| 1  | 20 settembre 2001 | GoodNews: L'etichetta                                                      | Michele Buono                   | Economia      |
| 2  | 27 settembre 2001 | La pietra del cuore                                                        | Giorgio Fornoni                 | Società       |
| 2  | 27 settembre 2001 | ESCLUSIVO                                                                  | Milena Gabanelli                | Società       |
| 2  | 27 settembre 2001 | GoodNews: La certificazione                                                | Michele Buono                   | Ambiente      |
| 3  | 4 ottobre 2001    | Il sottofondo della SIAE                                                   | Bernardo Iovene                 | Società       |
| 4  | 11 ottobre 2001   | Il marketing del farmaco                                                   | Paolo Barnard                   | Salute        |
| 5  | 18 ottobre 2001   | Terra: a qualcuno piace calda                                              | Sabrina Giannini                | Ambiente      |
| 6  | 25 ottobre 2001   | Perché?: Perché i cosmetici hanno data di scadenza?                        | Giovanna Corsetti               | Salute        |
| 6  | 25 ottobre 2001   | Perché?: Perché i denti non fanno parte del servizio sanitario nazionale?  | Giovanna Corsetti               | Salute        |
| 6  | 25 ottobre 2001   | Perché?: Patenti per disabili e cartelloni pubblicitari                    | Chiara Baldassari               | Società       |
| 6  | 25 ottobre 2001   | Perché?: Perché i medicinali omeopatici...?                                | Michele Buono e Piero Riccardi  | Salute        |
| 6  | 25 ottobre 2001   | Perché?: Perché il ruotino?                                                | Bernardo Iovene                 | Salute        |
| 7  | 7 marzo 2002      | Verità e giustizia                                                         | Milena Gabanelli                | Ambiente      |
| 7  | 7 marzo 2002      | Più pazza che mai (Aggiornamento mucca pazza)                              | Sabrina Giannini                | Salute        |
| 8  | 10 marzo 2002     | Scusi, lei è vergine?                                                      | Bernardo Iovene                 | Alimentazione |
| 9  | 17 marzo 2002     | Il silenzio delle banche                                                   | Stefania Rimini                 | Economia      |
| 10 | 24 marzo 2002     | Perché?: Perché... gli aeroporti?                                          | Marco Melega                    | Società       |
| 10 | 24 marzo 2002     | Perché?: Perché... le multe in treno?                                      | Chiara Baldassari               | Economia      |
| 10 | 24 marzo 2002     | Perché?: Perché... gli ascensori?                                          | Chiara Baldassari               | Società       |
| 10 | 24 marzo 2002     | Perché?: Perché... lo stato calamità?                                      | Bernardo Iovene                 | Economia      |
| 11 | 31 marzo 2002     | Scuole a confronto                                                         | Giovanna Corsetti e Sandro Tomà | Società       |
| 12 | 7 aprile 2002     | Nella nuova fattoria                                                       | Sabrina Giannini                | Salute        |
| 13 | 14 aprile 2002    | Fuori controllo                                                            | Carlo Pizzati                   | Scienza       |
| 13 | 14 aprile 2002    | La guerra dei semi                                                         | Angelo Fontana e Paolo Brunatto | Scienza       |
| 13 | 14 aprile 2002    | Amianto sul mare                                                           | Giovanna Boursier               | Ambiente      |
| 14 | 21 aprile 2002    | Il tetto che scotta                                                        | Michele Buono e Piero Riccardi  | Società       |
| 15 | 29 aprile 2002    | Com'è andata a finire: La Grande Opera                                     | Stefania Rimini                 | Società       |
| 15 | 29 aprile 2002    | Com'è andata a finire: La SACE: Un ente che tace (Aggiornamento)           | Stefania Rimini                 | Economia      |
| 15 | 29 aprile 2002    | Com'è andata a finire: L'Amalgama: Il dente avvelenato (Aggiornamento)     | Sabrina Giannini                | Salute        |
| 15 | 29 aprile 2002    | Com'è andata a finire: Le affissioni abusive dei manifesti elettorali      | Francesco Lombardi              | Società       |
| 15 | 29 aprile 2002    | Com'è andata a finire: Acqua pagata acqua regalata (Aggiornamento)         | Bernardo Iovene                 | Ambiente      |
| 15 | 29 aprile 2002    | Com'è andata a finire: L'assicurazione ci scarica. Perché? (Aggiornamento) | Giovanna Corsetti               | Società       |
| 15 | 29 aprile 2002    | Com'è andata a finire: Le Regioni a statuto speciale (Aggiornamento)       | Bernardo Iovene                 | Società       |
| 15 | 29 aprile 2002    | Com'è andata a finire: Non sempre il fumo fa male (Aggiornamento)          | Paolo Barnard                   | Salute        |
| 15 | 29 aprile 2002    | Com'è andata a finire: Bologna inquinata (Aggiornamento)                   | Chiara Baldassari               | Ambiente      |
| 16 | 28 agosto 2002    | Terra: a qualcuno piace calda                                              | Sabrina Giannini                | Ambiente      |

## Sesta edizione (2002-2003)
| nº | Data              | Titolo                                                           | Autore                          | Argomento     |
| -- | ----------------- | ---------------------------------------------------------------- | ------------------------------- | ------------- |
| 1  | 24 settembre 2002 | Operazione ponte                                                 | Stefania Rimini                 | Società       |
| 2  | 1º ottobre 2002   | Dietro al Bingo                                                  | Bernardo Iovene                 | Società       |
| 3  | 8 ottobre 2002    | Perché?: La linguetta delle bibite in lattina?                   | Chiara Baldassari               | Società       |
| 3  | 8 ottobre 2002    | Perché?: La pasta?                                               | Bernardo Iovene                 | Alimentazione |
| 3  | 8 ottobre 2002    | Perché?: Tanti morti per incidenti stradali?                     | Giovanna Corsetti e Sandro Tomà | Società       |
| 3  | 8 ottobre 2002    | Perché?: L'auto catalizzata?                                     | Giovanna Corsetti               | Società       |
| 3  | 8 ottobre 2002    | Perché?: L'asfalto drenante?                                     | Andrea Cairola e Gughi Fassino  | Società       |
| 4  | 22 ottobre 2002   | Organismi non governabili                                        | Giorgio Fornoni                 | Società       |
| 5  | 29 ottobre 2002   | Lo specchietto per le allodole                                   | Sabrina Giannini                | Società       |
| 5  | 29 ottobre 2002   | Goodnews: Il bilancio sociale                                    | Michele Buono                   | Economia      |
| 6  | 22 novembre 2002  | Vendita di stato                                                 | Michele Buono e Piero Riccardi  | Società       |
| 6  | 22 novembre 2002  | La campagna Benetton                                             | Stefania Rimini                 | Società       |
| 7  | 16 marzo 2003     | Occasione terremoto                                              | Bernardo Iovene                 | Società       |
| 8  | 23 marzo 2003     | Perché?: Lasciamoli bere in pace?                                | Giovanna Corsetti e Sandro Tomà | Salute        |
| 8  | 23 marzo 2003     | Perché?: Il riscaldamento?                                       | Chiara Baldassari               | Economia      |
| 8  | 23 marzo 2003     | Perché?: I notai?                                                | Stefania Rimini                 | Società       |
| 9  | 30 marzo 2003     | Mangia la foglia                                                 | Stefania Rimini                 | Salute        |
| 9  | 30 marzo 2003     | Perché?: I disabili?                                             | Chiara Baldassari               | Società       |
| 9  | 30 marzo 2003     | Perché?: Il gasolio?                                             | Chiara Baldassari               | Ambiente      |
| 9  | 30 marzo 2003     | Perché?: Le cartucce?                                            | Andrea Cairola e Gughi Fassino  | Economia      |
| 10 | 6 aprile 2003     | Perché ci odiano?                                                | Paolo Barnard                   | Società       |
| 11 | 13 aprile 2003    | Perché?: Le centrali?                                            | Giovanna Boursier               | Ambiente      |
| 11 | 13 aprile 2003    | Perché?: I grassi?                                               | Sabrina Giannini                | Alimentazione |
| 11 | 13 aprile 2003    | Perché?: Per aprire un negozio...?                               | Chiara Baldassari               | Società       |
| 12 | 20 aprile 2003    | Perché?: Le sentenze di nullità?                                 | Sabrina Giannini                | Società       |
| 12 | 20 aprile 2003    | Perché?: Anticipare le tasse?                                    | Stefania Rimini                 | Economia      |
| 12 | 20 aprile 2003    | Perché?: I surgelati?                                            | Chiara Baldassari               | Economia      |
| 12 | 20 aprile 2003    | Perché?: Tante antenne?                                          | Bernardo Iovene                 | Società       |
| 13 | 27 aprile 2003    | Perché?: Il segreto di stato?                                    | Bernardo Iovene                 | Società       |
| 13 | 27 aprile 2003    | Perché?: Il fluoro?                                              | Sabrina Giannini                | Salute        |
| 13 | 27 aprile 2003    | Perché?: I call center?                                          | Andrea Cairola e Gughi Fassino  | Società       |
| 14 | 4 maggio 2003     | Incidenti: chi paga?                                             | Giovanna Corsetti e Sandro Tomà | Società       |
| 14 | 4 maggio 2003     | Perché?: Il radon?                                               | Michele Buono e Piero Riccardi  | Salute        |
| 14 | 4 maggio 2003     | Perché?: I semafori?                                             | Gisella Bianchi                 | Società       |
| 15 | 9 giugno 2003     | La strada sul terrazzo                                           | Bernardo Iovene                 | Società       |
| 15 | 9 giugno 2003     | Com'è andata a finire: Mercurio nel pesce e benzina nelle arance | Milena Gabanelli                | Ambiente      |
| 15 | 9 giugno 2003     | Com'è andata a finire: Sardi in bancarotta                       | Bernardo Iovene                 | Società       |
| 15 | 9 giugno 2003     | Com'è andata a finire: Veleno light                              | Sabrina Giannini                | Salute        |
| 15 | 9 giugno 2003     | Com'è andata a finire: Ancora sull'olio                          | Bernardo Iovene                 | Alimentazione |
| 15 | 9 giugno 2003     | Com'è andata a finire: Incidenti                                 | Giovanna Corsetti e Sandro Tomà | Società       |
| 15 | 9 giugno 2003     | Com'è andata a finire: Latte per miliardari                      | Stefania Rimini                 | Economia      |
| 15 | 9 giugno 2003     | Com'è andata a finire: L'elettromagnetismo fa bene?              | Chiara Baldassari               | Ambiente      |

## Settima edizione (2003-2004)
| nº | Data              | Titolo                                                                               | Autore                              | Argomento |
| -- | ----------------- | ------------------------------------------------------------------------------------ | ----------------------------------- | --------- |
| 1  | 16 settembre 2003 | Uno stipendio onorevole                                                              | Bernardo Iovene                     | Società   |
| 2  | 23 settembre 2003 | L'altro terrorismo                                                                   | Giorgio Fornoni e Paolo Barnard     | Società   |
| 3  | 30 settembre 2003 | Il calcio in bocca                                                                   | Paolo Mondani e Alessandra Anzolin  | Società   |
| 4  | 7 ottobre 2003    | Puntuale come un treno                                                               | Giovanna Corsetti e Sandro Tomà     | Società   |
| 5  | 14 ottobre 2003   | Il ballo dell'indebitato                                                             | Stefania Rimini                     | Economia  |
| 6  | 21 ottobre 2003   | Nient'altro che la verità: il caso Ilaria Alpi                                       | Sabrina Giannini                    | Società   |
| 7  | 29 febbraio 2004  | Parzialmente scremati                                                                | Paolo Mondani                       | Economia  |
| 8  | 7 marzo 2004      | Morire di pace                                                                       | Sabrina Giannini                    | Salute    |
| 9  | 14 marzo 2004     | L'ardua sentenza                                                                     | Chiara Baldassari                   | Società   |
| 9  | 14 marzo 2004     | Un parà in banca                                                                     | Benedetta Brevini e Paolo Magagnoli | Economia  |
| 10 | 18 marzo 2004     | 4 minuti e 38 secondi                                                                | Giovanna Corsetti e Sandro Tomà     | Società   |
| 10 | 18 marzo 2004     | Occupanti senza titolo                                                               | Bernardo Iovene                     | Società   |
| 11 | 28 marzo 2004     | Armi di distruzione di massa                                                         | Giorgio Fornoni                     | Ambiente  |
| 12 | 4 aprile 2004     | Ciak: si incassa - Il cinema garantito                                               | Bernardo Iovene                     | Società   |
| 13 | 11 aprile 2004    | Un prete di frontiera                                                                | Padre Tarcisio Pazzaglia            | Società   |
| 14 | 18 aprile 2004    | Clandestini                                                                          | Giovanna Boursier                   | Società   |
| 14 | 18 aprile 2004    | Medici senza diritti                                                                 | Chiara Baldassari                   | Società   |
| 15 | 6 maggio 2004     | Com'è andata a finire: Radioattività di Stato (aggiornamento del 19 novembre 2000)   | Milena Gabanelli                    | Ambiente  |
| 15 | 6 maggio 2004     | Com'è andata a finire: Il calcio in bocca (aggiornamento del 30 settembre 2003)      | Paolo Mondani                       | Società   |
| 15 | 6 maggio 2004     | Com'è andata a finire: Il ballo dell'indebitato (aggiornamento del 14 ottobre 2003)  | Stefania Rimini                     | Economia  |
| 15 | 6 maggio 2004     | Com'è andata a finire: Beneficenza (aggiornamento del 3 dicembre 1998)               | Sabrina Giannini                    | Società   |
| 15 | 6 maggio 2004     | Com'è andata a finire: Puntuale come un treno (aggiornamento del 7 ottobre 2003)     | Giovanna Corsetti e Sandro Tomà     | Ambiente  |
| 15 | 6 maggio 2004     | Com'è andata a finire: Perché le centrali? (aggiornamento del 13 aprile 2003)        | Giovanna Boursier                   | Ambiente  |
| 15 | 6 maggio 2004     | Com'è andata a finire: Uno stipendio onorevole (aggiornamento del 16 settembre 2003) | Bernardo Iovene                     | Società   |

## Ottava edizione (2004-2005)
| nº | Data              | Titolo                                                                           | Autore                                            | Argomento     |
| -- | ----------------- | -------------------------------------------------------------------------------- | ------------------------------------------------- | ------------- |
| 1  | 10 settembre 2004 | Se questa è l'ONU                                                                | Giorgio Fornoni, Paolo Mondani e Sabrina Giannini | Società       |
| 2  | 17 settembre 2004 | Fecondazione esterologa                                                          | Sabrina Giannini                                  | Salute        |
| 3  | 24 settembre 2004 | In vino veritas                                                                  | Bernardo Iovene                                   | Alimentazione |
| 4  | 1º ottobre 2004   | Vivere di rendita                                                                | Stefania Rimini                                   | Economia      |
| 5  | 15 ottobre 2004   | O la borsa o la vita                                                             | Giovanna Corsetti                                 | Economia      |
| 6  | 22 ottobre 2004   | Uomini e topi                                                                    | Chiara Baldassari e Giovanna Boursier             | Scienza       |
| 7  | 15 gennaio 2005   | La mafia che non spara                                                           | Maria Grazia Mazzola                              | Società       |
| 8  | 10 aprile 2005    | A confronto: Dei reati e delle pene - Parte prima                                | Giorgio Fornoni e Milena Gabanelli                | Società       |
| 8  | 10 aprile 2005    | Com'è andata a finire: La strada di Napoli (aggiornamento del 2 gennaio 2000)    | Bernardo Iovene                                   | Società       |
| 8  | 10 aprile 2005    | A confronto: Dei reati e delle pene - Parte seconda                              | Giorgio Fornoni e Milena Gabanelli                | Società       |
| 9  | 17 aprile 2005    | A confronto: Pendolari                                                           | Bernardo Iovene e Sabrina Giannini                | Società       |
| 9  | 17 aprile 2005    | Com'è andata a finire: Lava l'IVA (aggiornamento del 6 maggio 2004)              | Paco Sannino e Stefania Rimini                    | Economia      |
| 10 | 24 aprile 2005    | A confronto: La sanità è un lusso?                                               | Stefania Rimini                                   | Salute        |
| 10 | 24 aprile 2005    | Com'è andata a finire: Campioni d'Italia (aggiornamento del 26 maggio 2000)      | Bernardo Iovene                                   | Società       |
| 11 | 8 maggio 2005     | Perché?: L'onaosi                                                                | Bernardo Iovene                                   | Società       |
| 11 | 8 maggio 2005     | A confronto: Liberi monopoli                                                     | Giovanna Boursier                                 | Società       |
| 11 | 8 maggio 2005     | Com'è andata a finire: Doping nella stalla (aggiornamento del 7 aprile 2002)     | Sabrina Giannini                                  | Salute        |
| 12 | 15 maggio 2005    | A confronto: Vita, morte e miracoli                                              | Sabrina Giannini                                  | Società       |
| 12 | 15 maggio 2005    | Com'è andata a finire: Il pedaggio è venduto                                     | Stefania Rimini                                   | Economia      |
| 12 | 15 maggio 2005    | Perché?: L'inquinamento aumenta                                                  | Chiara Baldassari                                 | Ambiente      |
| 13 | 22 maggio 2005    | Non abbiamo saputo difenderli                                                    | Bernardo Iovene                                   | Società       |
| 13 | 22 maggio 2005    | Com'è andata a finire: I processi all'amianto (aggiornamento del 14 aprile 2002) | Giovanna Boursier                                 | Salute        |
| 13 | 22 maggio 2005    | Perché?: I commissari                                                            | Chiara Baldassari e Giuliano Marrucci             | Società       |
| 14 | 28 giugno 2005    | Mafia, corruzione, clientele... chi paga il prezzo?                              | Maria Grazia Mazzola                              | Società       |

## Nona edizione (2005-2006)
| nº | Data             | Titolo                                                                                 | Autore                                                | Argomento     |
| -- | ---------------- | -------------------------------------------------------------------------------------- | ----------------------------------------------------- | ------------- |
| 1  | 16 ottobre 2005  | I Fazisti                                                                              | Paolo Mondani                                         | Economia      |
| 1  | 16 ottobre 2005  | GoodNews: È vuota la città                                                             | Chiara Baldassari e Giuliano Marrucci                 | Società       |
| 2  | 23 ottobre 2005  | Era tutto previsto                                                                     | Bernardo Iovene                                       | Ambiente      |
| 2  | 23 ottobre 2005  | GoodNews: Gambe robot                                                                  | Benedetta Brevini e Paolo Magagnoli                   | Scienza       |
| 2  | 23 ottobre 2005  | Perché?: Le macchine sequestrate                                                       | Gisella Bianchi                                       |               |
| 2  | 23 ottobre 2005  | GoodNews: Una mano lava l'altra                                                        | Chiara Baldassari e Giuliano Marrucci                 | Società       |
| 3  | 30 ottobre 2005  | Che PAC!                                                                               | Stefania Rimini                                       | Economia      |
| 3  | 30 ottobre 2005  | Com'è andata a finire: Uno stipendio onorevole (Aggiornamento del 16 settembre 2003)   | Bernardo Iovene                                       | Società       |
| 3  | 30 ottobre 2005  | Com'è andata a finire: La casa dei sogni                                               | Giuliano Marrucci e Chiara Baldassari                 | Società       |
| 4  | 6 novembre 2005  | Due pesi e due misure                                                                  | Giovanna Boursier                                     | Società       |
| 4  | 6 novembre 2005  | Com'è andata a finire: Operazione Ponte (Aggiornamento del 24 settembre 2002)          | Stefania Rimini                                       | Società       |
| 4  | 6 novembre 2005  | GoodNews: Operazione Sorriso                                                           | Domizia Mattei                                        | Società       |
| 5  | 13 novembre 2005 | Il re della bistecca                                                                   | Sabrina Giannini                                      | Alimentazione |
| 5  | 13 novembre 2005 | Com'è andata a finire: Clandestini (Aggiornamento del 18 aprile 2004)                  | Giovanna Boursier                                     | Società       |
| 5  | 13 novembre 2005 | GoodNews: L'auto vegetale                                                              | Giuliano Marrucci                                     | Ambiente      |
| 6  | 20 novembre 2005 | Nel XXI secolo                                                                         | Giorgio Fornoni                                       | Società       |
| 6  | 20 novembre 2005 | Com'è andata a finire: In vino veritas (Aggiornamento del 24 settembre 2004)           | Bernardo Iovene                                       | Alimentazione |
| 7  | 23 aprile 2006   | Il finanziamento quotidiano                                                            | Bernardo Iovene                                       | Economia      |
| 7  | 23 aprile 2006   | Com'è andata a finire: Puntuale come un treno (Aggiornamento del 7 ottobre 2003)       | Giovanna Corsetti                                     | Società       |
| 8  | 30 aprile 2006   | 3, il numero magico                                                                    | Milena Gabanelli e Giuliano Marrucci                  | Economia      |
| 8  | 30 aprile 2006   | Com'è andata a finire: La strada di Napoli (Aggiornamento del 2 gennaio 2000)          | Bernardo Iovene                                       | Società       |
| 9  | 7 maggio 2006    | In principio fu l'oca                                                                  | Sabrina Giannini                                      | Salute        |
| 9  | 7 maggio 2006    | Com'è andata a finire: 3, il numero magico (Aggiornamento del 30 aprile 2006)          | Milena Gabanelli e Giuliano Marrucci                  | Economia      |
| 10 | 14 maggio 2006   | Gli affossatori                                                                        | Stefania Rimini                                       | Economia      |
| 10 | 14 maggio 2006   | Com'è andata a finire: Dei reati e delle pene (Aggiornamento del 10 aprile 2005)       | Bernardo Iovene                                       | Società       |
| 10 | 14 maggio 2006   | Goodnews: Benvenuti a Kabul                                                            | Domizia Mattei                                        | Società       |
| 11 | 21 maggio 2006   | Le mani sulle pensioni                                                                 | Piero Riccardi e Michele Buono                        | Economia      |
| 11 | 21 maggio 2006   | Com'è andata a finire: Armi di distruzione di massa (Aggiornamento del 28 marzo 2004)  | Giorgio Fornoni                                       | Ambiente      |
| 11 | 21 maggio 2006   | Goodnews: La ruota di scorta                                                           | Dina Matranga e Mattia Pierluigi                      | Salute        |
| 11 | 21 maggio 2006   | Com'è andata a finire: Il calcio in bocca (Aggiornamento del 30 settembre 2003)        | Paolo Mondani                                         | Società       |
| 12 | 28 maggio 2006   | Regalo di laurea                                                                       | Giovanna Boursier                                     | Società       |
| 12 | 28 maggio 2006   | Com'è andata a finire: 2000: Odissea nel pattume (Aggiornamento del 29 settembre 1999) | Sabrina Giannini                                      | Ambiente      |
| 12 | 28 maggio 2006   | Goodnews: Lunga vita al PC                                                             | Giuliano Mannucci                                     | Ambiente      |
| 13 | 4 giugno 2006    | L'ultimo giorno                                                                        | Giovanna Boursier, Milena Gabanelli e Giorgio Fornoni | Società       |
| 13 | 4 giugno 2006    | PM10                                                                                   | Piero Riccardi e Michele Buono                        | Ambiente      |

## Decima edizione (2006-2007)
| nº | Data              | Titolo                                                                                | Autore                         | Argomento | Telespettatori | Share  |
| -- | ----------------- | ------------------------------------------------------------------------------------- | ------------------------------ | --------- | -------------- | ------ |
| 1  | 24 settembre 2006 | Confronting the evidence                                                              | Milena Gabanelli               | Società   | 3.842.000      | 15,79% |
| 2  | 1º ottobre 2006   | Al politico e al partito                                                              | Bernardo Iovene                | Società   | 2.878.000      | 12,36% |
| 2  | 1º ottobre 2006   | Goodnews: Farne buon uso                                                              | Giuliano Marrucci              | Società   | 2.878.000      | 12,36% |
| 3  | 8 ottobre 2006    | Il grande crac                                                                        | Stefania Rimini                | Economia  | 2.886.000      | 11,73% |
| 3  | 8 ottobre 2006    | Goodnews: Acquabusters                                                                | Giuliano Marrucci              | Salute    | 2.886.000      | 11,73% |
| 4  | 15 ottobre 2006   | L'acqua alla gola                                                                     | Fabrizio Lazzaretti            | Ambiente  | 2.803.000      | 11,65% |
| 4  | 15 ottobre 2006   | Com'è andata a finire: 4 minuti e 38 secondi (Aggiornamento del 18 marzo 2004)        | Giovanna Corsetti              | Società   | 2.803.000      | 11,65% |
| 5  | 22 ottobre 2006   | Cattivi consigli                                                                      | Giovanna Boursier              | Società   | 3.084.000      | 12,32% |
| 5  | 22 ottobre 2006   | Goodnews: A tutta birra                                                               | Giuliano Marrucci              | Economia  | 3.084.000      | 12,32% |
| 6  | 29 ottobre 2006   | A tutto gas                                                                           | Michele Buono e Piero Riccardi | Ambiente  | 2.781.000      | 11,73% |
| 6  | 29 ottobre 2006   | Com'è andata a finire: Paradiso in nero (Aggiornamento del 20 maggio 2000)            | Giuliano Marrucci              | Economia  | 2.781.000      | 11,73% |
| 6  | 29 ottobre 2006   | Goodnews: Telecontenta                                                                | Stefania Rimini                | Società   | 2.781.000      | 11,73% |
| 7  | 5 novembre 2006   | Roba nostra                                                                           | Sabrina Giannini               | Economia  | 3.022.000      | 12,22% |
| 7  | 5 novembre 2006   | Goodnews: Buon gene non mente                                                         | Giuliano Marrucci              | Salute    | 3.022.000      | 12,22% |
| 8  | 12 novembre 2006  | Gli esternalizzati                                                                    | Michele Buono e Piero Riccardi | Società   | 3.308.000      | 12,81% |
| 8  | 12 novembre 2006  | Com'è andata a finire: Il grande crac (Aggiornamento dell'8 ottobre 2006)             | Stefania Rimini                | Economia  | 3.308.000      | 12,81% |
| 9  | 19 novembre 2006  | Cara Politica                                                                         | Bernardo Iovene                | Società   | 3.692.000      | 14,63% |
| 9  | 19 novembre 2006  | Com'è andata a finire: Puntuale come un treno (Aggiornamento del 7 ottobre 2003)      | Giovanna Corsetti              | Società   | 3.692.000      | 14,63% |
| 9  | 19 novembre 2006  | Com'è andata a finire: Roba nostra (Aggiornamento del 5 novembre 2006)                | Sabrina Giannini               | Economia  | 3.692.000      | 14,63% |
| 9  | 19 novembre 2006  | Goodnews: La scuola a colori                                                          | Lorella Reale                  | Società   | 3.692.000      | 14,63% |
| 10 | 25 marzo 2007     | Telecom: Debiti e spie                                                                | Sigfrido Ranucci               | Società   | 3.622.000      | 14,66% |
| 10 | 25 marzo 2007     | Goodnews: Vicini di cantiere                                                          | Giuliano Marrucci              | Società   | 3.622.000      | 14,66% |
| 11 | 1º aprile 2007    | Province per tutti                                                                    | Bernardo Iovene                | Società   | 2.931.000      | 11,97% |
| 11 | 1º aprile 2007    | Goodnews: Made in Italy                                                               | Giuliano Marrucci              | Scienza   | 2.931.000      | 11,97% |
| 11 | 1º aprile 2007    | Com'è andata a finire: Roba nostra (Aggiornamento del 5 novembre 2006)                | Sabrina Giannini               | Economia  | 2.931.000      | 11,97% |
| 12 | 8 aprile 2007     | ENRON: L'economia della truffa                                                        | Alex Gibney                    | Società   | 1.696.000      | 8,28%  |
| 13 | 15 aprile 2007    | Lavori sfiniti                                                                        | Stefania Rimini                | Società   | 2.763.000      | 11,86% |
| 13 | 15 aprile 2007    | Goodnews: Il fiore di plastica                                                        | Giuliano Marrucci              | Ambiente  | 2.763.000      | 11,86% |
| 13 | 15 aprile 2007    | Com'è andata a finire: La strada di Napoli (Aggiornamento del 2 gennaio 2000)         | Bernardo Iovene                | Società   | 2.763.000      | 11,86% |
| 14 | 29 aprile 2007    | Buone vacanze!                                                                        | Giovanna Boursier              | Economia  | 2.399.000      | 11,71% |
| 14 | 29 aprile 2007    | Com'è andata a finire: Gli esternalizzati (Aggiornamento del 12 novembre 2006)        | Michele Buono e Piero Riccardi | Società   | 2.399.000      | 11,71% |
| 14 | 29 aprile 2007    | Goodnews: Risparmio digitale                                                          | Giuliano Marrucci              | Scienza   | 2.399.000      | 11,71% |
| 15 | 6 maggio 2007     | A norma di legge                                                                      | Michele Buono e Piero Riccardi | Società   | 2.761.000      | 11,95% |
| 15 | 6 maggio 2007     | Goodnews: Internalizzati                                                              | Giuliano Marrucci              | Economia  | 2.761.000      | 11,95% |
| 15 | 6 maggio 2007     | Com'è andata a finire: Cara politica (Aggiornamento del 19 novembre 2006)             | Bernardo Iovene                | Società   | 2.761.000      | 11,95% |
| 16 | 13 maggio 2007    | Il mistero del faraone                                                                | Paolo Mondani                  | Economia  | 2.868.000      | 13,92% |
| 16 | 13 maggio 2007    | Com'è andata a finire: Enti inutili (Aggiornamento del 10 dicembre 1998)              | Stefania Rimini                | Economia  | 2.868.000      | 13,92% |
| 16 | 13 maggio 2007    | Goodnews: La palla magica                                                             | Giuliano Marrucci              | Società   | 2.868.000      | 13,92% |
| 17 | 20 maggio 2007    | Intoccabili                                                                           | Sabrina Giannini               | Società   | 3.523.000      | 17,07% |
| 17 | 20 maggio 2007    | Com'è andata a finire: Regalo di laurea (Aggiornamento del 28 maggio 2006)            | Giovanna Boursier              | Società   | 3.523.000      | 17,07% |
| 18 | 27 maggio 2007    | La via del gas                                                                        | Giorgio Fornoni                | Economia  | 2.956.000      | 14,15% |
| 18 | 27 maggio 2007    | Com'è andata a finire: Il finanziamento quotidiano (Aggiornamento del 23 aprile 2006) | Bernardo Iovene                | Economia  | 2.956.000      | 14,15% |
| 18 | 27 maggio 2007    | Goodnews: Acqua passata                                                               | Giuliano Marrucci              | Ambiente  | 2.956.000      | 14,15% |
| 19 | 3 giugno 2007     | Fuoco amico                                                                           | Sigfrido Ranucci               | Società   | 1.937.000      | 9,14%  |
| 19 | 3 giugno 2007     | Se la democrazia è esportabile                                                        | Milena Gabanelli               | Società   | 1.937.000      | 9,14%  |
| 19 | 3 giugno 2007     | Com'è andata a finire: Perché Libero denuncia Report                                  | Milena Gabanelli               | Società   | 1.937.000      | 9,14%  |

## Undicesima edizione (2007-2008)
| nº | Data             | Titolo                                                                            | Autore                         | Argomento     | Telespettatori | Share  |
| -- | ---------------- | --------------------------------------------------------------------------------- | ------------------------------ | ------------- | -------------- | ------ |
| 1  | 14 ottobre 2007  | Il banco vince sempre                                                             | Stefania Rimini                | Economia      | 3.175.000      | 14,03% |
| 1  | 14 ottobre 2007  | Com'è andata a finire: Cara politica: i 54 dirigenti del Comune di Milano         | Bernardo Iovene                | Società       | 3.175.000      | 14,03% |
| 1  | 14 ottobre 2007  | Goodnews: Pedala!                                                                 | Giuliano Marrucci              | Ambiente      | 3.175.000      | 14,03% |
| 2  | 21 ottobre 2007  | Lo stato delle cose                                                               | Giovanna Boursier              | Società       | 2.820.000      | 11,77% |
| 2  | 21 ottobre 2007  | Goodnews: Evasori In archivio                                                     | Sabrina Giannini               | Economia      | 2.820.000      | 11,77% |
| 3  | 28 ottobre 2007  | Buconero S.p.A.                                                                   | Sigfrido Ranucci               | Economia      | 2.817.000      | 12,47% |
| 3  | 28 ottobre 2007  | Goodnews: Trasparenze svedesi                                                     | Giuliano Marrucci              | Società       | 2.817.000      | 12,47% |
| 4  | 4 novembre 2007  | Fin che la banca va                                                               | Paolo Mondani                  | Economia      | 2.998.000      | 12,63% |
| 4  | 4 novembre 2007  | Goodnews: La cosa giusta                                                          | Giuliano Marrucci              | Salute        | 2.998.000      | 12,63% |
| 4  | 4 novembre 2007  | Com'è andata a finire: Il banco vince sempre - Aggiornamento del 14 ottobre 2007  | Stefania Rimini                | Economia      | 2.998.000      | 12,63% |
| 5  | 18 novembre 2007 | Cara Madunina                                                                     | Bernardo Iovene                | Società       | 3.929.000      | 14,50% |
| 5  | 18 novembre 2007 | Com'è andata a finire: A tutto gas - Aggiornamento del 29 ottobre 2006            | Michele Buono e Piero Riccardi | Ambiente      | 3.929.000      | 14,50% |
| 5  | 18 novembre 2007 | Goodnews: Senza fili                                                              | Giorgio Fornoni                | Economia      | 3.929.000      | 14,50% |
| 6  | 25 novembre 2007 | Gli appaltati                                                                     | Michele Buono e Piero Riccardi | Società       | 3.560.000      | 13,25% |
| 6  | 25 novembre 2007 | Goodnews: Nella buona e cattiva sorte                                             | Giuliano Marrucci              | Società       | 3.560.000      | 13,25% |
| 6  | 25 novembre 2007 | Com'è andata a finire: La via del gas - Aggiornamento del 27 maggio 2007          | Giorgio Fornoni                | Economia      | 3.560.000      | 13,25% |
| 7  | 2 dicembre 2007  | Schiavi del lusso                                                                 | Sabrina Giannini               | Società       | 4.264.000      | 16,07% |
| 7  | 2 dicembre 2007  | Com'è andata a finire: Inchieste                                                  | Vari autori                    | Società       | 4.264.000      | 16,07% |
| 7  | 2 dicembre 2007  | Goodnews: Basta un click                                                          | Giuliano Marrucci              | Società       | 4.264.000      | 16,07% |
| 8  | 9 marzo 2008     | Terra bruciata: La terra dei fuochi                                               | Bernardo Iovene                | Ambiente      | 3.796.000      | 13,93% |
| 8  | 9 marzo 2008     | Goodnews: Rigeneriamoci                                                           | Giuliano Marrucci              | Ambiente      | 3.796.000      | 13,93% |
| 9  | 16 marzo 2008    | L'altro modello                                                                   | Michele Buono e Piero Riccardi | Ambiente      | 3.863.000      | 14,73% |
| 9  | 16 marzo 2008    | Com'è andata a finire: La strada di Napoli - Aggiornamento del 2 gennaio 2000     | Bernardo Iovene                | Società       | 3.863.000      | 14,73% |
| 9  | 16 marzo 2008    | Goodnews: M'illumino di LED                                                       | Giuliano Marrucci              | Ambiente      | 3.863.000      | 14,73% |
| 10 | 30 marzo 2008    | A fondo perduto                                                                   | Sigfrido Ranucci               | Società       | 3.791.000      | 14,94% |
| 10 | 30 marzo 2008    | Goodnews: Lezione di diritto                                                      | Giuliano Marrucci              | Società       | 3.791.000      | 14,94% |
| 11 | 8 aprile 2008    | Speculando s'impara                                                               | Stefania Rimini                | Economia      | 2.479.000      | 9,17%  |
| 11 | 8 aprile 2008    | Com'è andata a finire: Parzialmente scremati - Aggiornamento del 29 febbraio 2004 | Paolo Mondani                  | Economia      | 2.479.000      | 9,17%  |
| 11 | 8 aprile 2008    | Goodnews: Vacanze generose                                                        | Giuliano Marrucci              | Società       | 2.479.000      | 9,17%  |
| 12 | 13 aprile 2008   | Buon appetito!                                                                    | Michele Buono e Piero Riccardi | Alimentazione | 3.817.000      | 15,12% |
| 12 | 13 aprile 2008   | Goodnews: La repubblica dei bambini                                               | Giuliano Marrucci              | Società       | 3.817.000      | 15,12% |
| 13 | 20 aprile 2008   | Ci prenderemo cura di te                                                          | Bernardo Iovene                | Salute        | 3.499.000      | 13,76% |
| 13 | 20 aprile 2008   | Com'è andata a finire: Intoccabili - Aggiornamento del 20 maggio 2007             | Sabrina Giannini               | Società       | 3.499.000      | 13,76% |
| 13 | 20 aprile 2008   | Goodnews: Angelo sul volante                                                      | Giuliano Marrucci              | Società       | 3.499.000      | 13,76% |
| 14 | 27 aprile 2008   | Chi non vola è perduto                                                            | Giovanna Boursier              | Economia      | 3.532.000      | 14,54% |
| 14 | 27 aprile 2008   | Com'è andata a finire: L'acqua alla gola - Aggiornamento del 15 ottobre 2006      | Fabrizio Lazzaretti            | Economia      | 3.532.000      | 14,54% |
| 14 | 27 aprile 2008   | Goodnews: Condominio solidale                                                     | Giuliano Marrucci              | Società       | 3.532.000      | 14,54% |
| 15 | 4 maggio 2008    | I re di Roma                                                                      | Paolo Mondani                  | Società       | 3.440.000      | 14,13% |
| 15 | 4 maggio 2008    | Com'è andata a finire: Cara Madunina - Aggiornamento del 18 novembre 2007         | Bernardo Iovene                | Società       | 3.440.000      | 14,13% |
| 15 | 4 maggio 2008    | Goodnews: Gente in gamba                                                          | Fabrizio Lazzaretti            | Società       | 3.440.000      | 14,13% |
| 16 | 11 maggio 2008   | Alternative                                                                       | Autori vari                    | Ambiente      | 3.527.000      | 15,07% |
| 17 | 18 maggio 2008   | Disoccupati del lusso                                                             | Sabrina Giannini               | Società       | 4.059.000      | 16,82% |
| 17 | 18 maggio 2008   | Goodnews: Senza interessi                                                         | Giorgio Simonetti              | Economia      | 4.059.000      | 16,82% |
| 17 | 18 maggio 2008   | Com'è andata a finire: Operazione ponte - aggiornamento del 24 settembre 2002     | Stefania Rimini                | Società       | 4.059.000      | 16,82% |
| 18 | 25 maggio 2008   | Furto di Stato                                                                    | Giorgio Fornoni                | Società       | 2.793.000      | 12,33% |
| 18 | 25 maggio 2008   | Com'è andata a finire: Due pesi e due misure - Aggiornamento del 6 novembre 2005  | Giovanna Boursier              | Società       | 2.793.000      | 12,33% |
| 18 | 25 maggio 2008   | Perché?: Perché i SUV?                                                            | Giuliano Marrucci              | Società       | 2.793.000      | 12,33% |
| 19 | 1º giugno 2008   | Cavalcare la crisi                                                                | Rachel Boynton                 | Società       | 2.249.000      | 11,76% |

## Dodicesima edizione (2008-2009)
| nº | Data             | Titolo                                                                   | Autore                         | Argomento     | Telespettatori | Share   |
| -- | ---------------- | ------------------------------------------------------------------------ | ------------------------------ | ------------- | -------------- | ------- |
| 1  | 12 ottobre 2008  | L'intesa                                                                 | Giovanna Corsetti              | Salute        | 4.088.000      | 16,37%  |
| 1  | 12 ottobre 2008  | Il primario                                                              | Giovanna Boursier              | Economia      | 4.088.000      | 16,37%  |
| 2  | 19 ottobre 2008  | Gli scoppiati                                                            | Stefania Rimini                | Economia      | 4.233.000      | 16,00%  |
| 2  | 19 ottobre 2008  | Com'è andata a finire: La strada di Napoli                               | Bernardo Iovene                | Società       | 4.233.000      | 16,00%  |
| 2  | 19 ottobre 2008  | Goodnews: A Borgomanero                                                  | Giuliano Marrucci              | Società       | 4.233.000      | 16,00%  |
| 3  | 26 ottobre 2008  | Il sindacalista                                                          | Bernardo Iovene                | Società       | 2.957.000      | 13,47%  |
| 3  | 26 ottobre 2008  | A confronto: Sindacati svedesi                                           | Alberto Nerazzini              | Società       | 2.957.000      | 13,47%  |
| 3  | 26 ottobre 2008  | Goodnews: Dar casa                                                       | Giuliano Marrucci              | Società       | 2.957.000      | 13,47%  |
| 4  | 2 novembre 2008  | L'eredità                                                                | Sigfrido Ranucci               | Ambiente      | 2.293.000      | 9,19%   |
| 4  | 2 novembre 2008  | Goodnews: Autostrade del mare                                            | Giuliano Marrucci              | Società       | 2.293.000      | 9,19%   |
| 4  | 2 novembre 2008  | Com'è andata a finire: A norma di legge                                  | Michele Buono e Piero Riccardi | Società       | 2.293.000      | 9,19%   |
| 5  | 16 novembre 2008 | Mare nostrum                                                             | Sabrina Giannini               | Ambiente      | 3.625.000      | 14,92%  |
| 5  | 16 novembre 2008 | Goodnews: Ecofuneral                                                     | Giuliano Marrucci              | Società       | 3.625.000      | 14,92%  |
| 5  | 16 novembre 2008 | Com'è andata a finire: Terra bruciata                                    | Bernardo Iovene                | Ambiente      | 3.625.000      | 14,92%  |
| 6  | 23 novembre 2008 | L'oro di Roma                                                            | Paolo Mondani                  | Ambiente      | 2.845.000      | 11,46%  |
| 6  | 23 novembre 2008 | Com'è andata a finire: L'acqua alla gola                                 | Fabrizio Lazzaretti            | Ambiente      | 2.845.000      | 11,46%  |
| 6  | 23 novembre 2008 | Goodnews: L'investimento                                                 | Giuliano Marrucci              | Società       | 2.845.000      | 11,46%  |
| 7  | 30 novembre 2008 | Il piatto è servito                                                      | Michele Buono e Piero Riccardi | Alimentazione | 4.096.000      | 14,63%  |
| 7  | 30 novembre 2008 | Com'è andata a finire: L'oro di Roma: Report respinge le accuse di Carlo | Milena Gabanelli               | Ambiente      | 4.096.000      | 14,63%  |
| 7  | 30 novembre 2008 | Com'è andata a finire: L'intesa                                          | Giovanna Boursier              | Economia      | 4.096.000      | 14,63%  |
| 8  | 15 marzo 2009    | I viceré                                                                 | Sigfrido Ranucci               | Società       | 4.633.000      | 16,60%  |
| 8  | 15 marzo 2009    | Goodnews: Mangia che ti passa                                            | Giuliano Marrucci              | Salute        | 4.633.000      | 16,60%  |
| 8  | 15 marzo 2009    | L'emendamento: L'ICI                                                     | Luca Chianca                   | Società       | 4.633.000      | 16,60%  |
| 9  | 22 marzo 2009    | Modulazione di frequenze                                                 | Bernardo Iovene                | Società       | 2.905.000      | 11,35%  |
| 9  | 22 marzo 2009    | Goodnews: L'onda giusta                                                  | Giuliano Marrucci              | Società       | 2.905.000      | 11,35%  |
| 9  | 22 marzo 2009    | L'emendamento: L'autoriciclaggio                                         | Luca Chianca                   | Società       | 2.905.000      | 11,35%  |
| 10 | 29 marzo 2009    | L'inganno                                                                | Michele Buono e Piero Riccardi | Ambiente      | 3.642.000      | 13,88%  |
| 10 | 29 marzo 2009    | Com'è andata a finire: I viceré                                          | Sigfrido Ranucci               | Società       | 3.642.000      | 13,88%  |
| 10 | 29 marzo 2009    | Goodnews: W la cascina                                                   | Roberto Manzone                | Alimentazione | 3.642.000      | 13,88%  |
| 11 | 5 aprile 2009    | Poveri noi!                                                              | Giovanna Boursier              | Economia      | 3.488.000      | 13,61%  |
| 11 | 5 aprile 2009    | Goodnews: Miracolo in provincia                                          | Giuliano Marrucci              | Economia      | 3.488.000      | 13,61%  |
| 11 | 5 aprile 2009    | L'emendamento: Il limite                                                 | Luca Chianca                   | Società       | 3.488.000      | 13,61%  |
| 12 | 19 aprile 2009   | Come tu m'insegni                                                        | Stefania Rimini                | Società       | 3.727.000      | 14,77%. |
| 12 | 19 aprile 2009   | L'emendamento: La class action                                           | Luca Chianca                   | Società       | 3.727.000      | 14,77%. |
| 12 | 19 aprile 2009   | Goodnews: Spin Off                                                       | Giuliano Marrucci              | Società       | 3.727.000      | 14,77%. |
| 13 | 26 aprile 2009   | La cura                                                                  | Alberto Nerazzini              | Salute        | 3.097.000      | 12,15%  |
| 13 | 26 aprile 2009   | L'emendamento: La denuncia                                               | Luca Chianca                   | Società       | 3.097.000      | 12,15%  |
| 13 | 26 aprile 2009   | Goodnews: Lo dice anche la nonna                                         | Giuliano Marrucci              | Ambiente      | 3.097.000      | 12,15%  |
| 14 | 3 maggio 2009    | Porte girevoli                                                           | Sabrina Giannini               | Salute        | 3.287.000      | 13,23%  |
| 14 | 3 maggio 2009    | Goodnews: Il farmaco indipendente                                        | Giuliano Marrucci              | Salute        | 3.287.000      | 13,23%  |
| 14 | 3 maggio 2009    | Com'è andata a finire: I re di Roma                                      | Paolo Mondani                  | Società       | 3.287.000      | 13,23%  |
| 15 | 10 maggio 2009   | Il re è nero                                                             | Paolo Mondani                  | Economia      | 3.041.000      | 12,50%  |
| 15 | 10 maggio 2009   | Goodnews: W la canapa                                                    | Giuliano Marrucci              | Ambiente      | 3.041.000      | 12,50%  |
| 15 | 10 maggio 2009   | L'emendamento: L'evasione fiscale                                        | Luca Chianca                   | Economia      | 3.041.000      | 12,50%  |
| 16 | 17 maggio 2009   | Carne                                                                    | Michele Buono e Piero Riccardi | Alimentazione | 3.445.000      | 14,79%  |
| 16 | 17 maggio 2009   | Com'è andata a finire: Cara politica                                     | Bernardo Iovene                | Società       | 3.445.000      | 14,79%  |
| 17 | 24 maggio 2009   | Com'è andata a finire?                                                   | Autori vari                    | Società       | 2.205.000      | 9,24%   |
| 17 | 24 maggio 2009   | Com'è andata a finire: Il banco vince sempre                             | Stefania Rimini                | Economia      | 2.205.000      | 9,24%   |
| 17 | 24 maggio 2009   | Com'è andata a finire: Il re è nero                                      | Paolo Mondani                  | Economia      | 2.205.000      | 9,24%   |
| 17 | 24 maggio 2009   | Com'è andata a finire: Poveri noi!                                       | Giovanna Boursier              | Economia      | 2.205.000      | 9,24%   |
| 17 | 24 maggio 2009   | Com'è andata a finire: Modulazione di frequenze                          | Bernardo Iovene                | Società       | 2.205.000      | 9,24%   |
| 17 | 24 maggio 2009   | Com'è andata a finire: Mare nostrum                                      | Sabrina Giannini               | Ambiente      | 2.205.000      | 9,24%   |
| 17 | 24 maggio 2009   | Com'è andata a finire: Il piatto è servito                               | Michele Buono e Piero Riccardi | Alimentazione | 2.205.000      | 9,24%   |
| 17 | 24 maggio 2009   | Com'è andata a finire: L'intesa                                          | Giovanna Boursier              | Economia      | 2.205.000      | 9,24%   |
| 18 | 31 maggio 2009   | Il male comune                                                           | Michele Buono e Piero Riccardi | Società       | 2.008.000      | 8,61%   |
| 18 | 31 maggio 2009   | L'emendamento: Il risparmio energetico                                   | Luca Chianca                   | Ambiente      | 2.008.000      | 8,61%   |
| 18 | 31 maggio 2009   | Goodnews: Giusto un click                                                | Giovanni Lucci                 | Società       | 2.008.000      | 8,61%   |
| 19 | 7 giugno 2009    | La ricaduta                                                              | Autori vari                    | Ambiente      | 2.074.000      | 9,89%   |
| 19 | 7 giugno 2009    | Goodnews: Un'amica di nome Ilaria                                        | Giuliano Marrucci              | Economia      | 2.074.000      | 9,89%   |
| 19 | 7 giugno 2009    | Goodnews: All'asta i premi di Report                                     | Autori vari                    | Società       | 2.074.000      | 9,89%   |
| 20 | 8 luglio 2009    | Nigeria: Mend attacca oleodotti Agip e Shell                             | Autori vari                    | Ambiente      | 2.099.000      | 10,35%  |

## Tredicesima edizione (2009-2010)
| nº | Data             | Titolo | Autore                                                                               | Argomento                        | Telespettatori | Share  |
| -- | ---------------- | --- | ------------------------------------------------------------------------------------ | -------------------------------- | -------------- | ------ |
| 1  | 11 ottobre 2009  | LA VIA DEL MATTONE Goodnews: Libri usati Com'è andata a finire: L'oro di Roma (Aggiornamento del 23 novembre 2008) | Bernardo Iovene Giuliano Marrucci Paolo Mondani                                      | Società Ambiente                 | 3.072.000      | 13,15% |
| 2  | 18 ottobre 2009  | UNA POLTRONA PER DUE Com'è andata a finire: I Viceré (Aggiornamento del 15 marzo 2009) Com'è andata a finire : Gli Esternalizzati (Aggiornamento del 12 novembre 2006)                                                                               | Sabrina Giannini Sigfrido Ranucci Michele Buono e Piero Riccardi Luca Chianca        | Società                          | 3.358.000      | 14,04% |
| 3  | 25 ottobre 2009  | L'ERA DEL DEBITO Com'è andata a finire: 4 Minuti e 38 Secondi (Aggiornamento del 18 marzo 2004) Goodnews: Contro Corrente | Stefania Rimini Giovanna Corsetti Giuliano Marrucci                                  | Economia Società                 | 3.175.000      | 13,92% |
| 4  | 1º novembre 2009 | TRENI ITALIA Goodnews: Ragioniamo con i piedi Com'è andata a finire: Schiavi del Lusso (Aggiornamento del 2 dicembre 2007) | Giovanna Boursier Giuliano Marrucci Sabrina Giannini                                 | Società                          | 2.745.000      | 11,76% |
| 5  | 15 novembre 2009 | LA BANCA DEI NUMERI UNO Goodnews: Mondo ovale Com'è andata a finire: Le mani sulle pensioni (Aggiornamento del 21 maggio 2006) | Paolo Mondani Giuliano Marrucci Michele Buono e Piero Riccardi                       | Economia Società                 | 2.853.000      | 11,71% |
| 6  | 22 novembre 2009 | LOTTA DI POTERI Com'è andata a finire: Cara Madunina Goodnews: Dalla padella al serbatoio | Michele Buono e Piero Riccardi Bernardo Iovene Giuliano Marrucci                     | Società Ambiente                 | 2.842.000      | 11,47% |
| 7  | 29 novembre 2009 | IL CAVALIERE DEL LAVORO MADOFF: LA GRANDE TRUFFA Com'è andata a finire: Poveri noi! (Aggiornamento del 5 aprile 2009) | Sigfrido Ranucci William Foxton e Robert Vaughn Giovanna Boursier                    | Economia                         | 2.637.000      | 10,30% |
| 8  | 6 dicembre 2009  | LA CONVENZIONE Goodnews: Piantiamola! Com'è andata a finire: Una poltrona per due (Aggiornamento del 18 ottobre 2009) Com'è andata a finire: Il cavaliere del lavoro (Aggiornamento del 29 novembre 2009)                                            | Alberto Nerazzini Giuliano Marrucci Sabrina Giannini Sigfrido Ranucci                | Salute Ambiente Società Economia | 3.316.000      | 14,31% |
| 9  | 14 marzo 2010    | IL PROGETTO Com'è andata a finire: Gli Scoppiati (Aggiornamento del 19 ottobre 2008) Goodnews: Investigatori del mistero | Sigfrido Ranucci Stefania Rimini Giuliano Marrucci                                   | Economia Scienza                 | 2.682.000      | 10,54% |
| 10 | 21 marzo 2010    | GLI SDOPPIATI Goodnews: Senza indennità Com'è andata a finire: Perché tanti morti per incidenti stradali? (Aggiornamento dell'8 ottobre 2002) | Bernardo Iovene Giuliano Marrucci e Luca Chianca Giovanna Corsetti                   | Società Economia Società         | 3.104.000      | 12,75% |
| 11 | 28 marzo 2010    | GOOGLE BABY EDUCAZIONE STRADALE Com'è andata a finire: Fecondazione esterologa (aggiornamento del 17 settembre 2004) Com'è andata a finire: Il re è nero (Aggiornamento del 10 maggio 2009)                                                          | Zippi Brand Frank Giovanna Corsetti Sabrina Giannini Paolo Mondani                   | Salute Società Salute Economia   | 2.421.000      | 9,94%  |
| 12 | 11 aprile 2010   | LO STATO DEI CONTI SICUREZZA STRADALE Goodnews: Squadra mia | Giovanna Boursier Giovanna Corsetti Giuliano Marrucci                                | Economia Società                 | 3.041.000      | 12,11% |
| 13 | 18 aprile 2010   | L'UNIONE NON FA LA FORZA Com'è andata a finire: Non abbiamo saputo difenderli (Aggiornamento del 22 maggio 2005) Goodnews: Surf tra i divani | Stefania Rimini Bernardo Iovene Giorgio Simonetti                                    | Economia Società Scienza         | 2.983.000      | 12,12% |
| 14 | 25 aprile 2010   | IL FUTURO È PASSATO DIAMOCI ALL'IPPICA CRONACA DI UN'ERUZIONE Goodnews: Maestri di strada | Michele Buono e Piero Riccardi Luca Chianca Redazione report Giuliano Marrucci       | Società Ambiente Società         | 2.711.000      | 11,37% |
| 15 | 2 maggio 2010    | LA PRESTAZIONE Goodnews: Il condominio dei Papà Com'è andata a finire: La strada di Napoli (Aggiornamento del 2 gennaio 2000) | Alberto Nerazzini Giuliano Marrucci Bernardo Iovene                                  | Salute Società                   | 2.884.000      | 11,61% |
| 16 | 9 maggio 2010    | L'AUTO PERMETTENDO Com'è andata a finire: Lo stato dei conti (Aggiornamento dell'11 aprile 2010) | Michele Buono e Piero Riccardi Giovanna Boursier                                     | Società Economia                 | 3.148.000      | 13,18% |
| 17 | 16 maggio 2010   | DI PUBBLICO DEMANIO Com'è andata a finire: Telecom: debiti e spie (Aggiornamento del 25 marzo 2007) Goodnews: Tutti in rete | Emilio Casalini Sigfrido Ranucci Giuliano Marrucci                                   | Società                          | 2.985.000      | 12,31% |
| 18 | 23 maggio 2010   | L'ULTIMA MATTANZA Goodnews: Mondo cane Perché?: Perché... Cemento e Amarone? Com'è andata a finire: L'era del debito (Aggiornamento del 25 ottobre 2009)                                                                                             | Sabrina Giannini Giuliano Marrucci Luca Chianca Stefania Rimini                      | Ambiente Società Economia        | 3.138.000      | 13,70% |
| 19 | 30 giugno 2010   | IL BOCCONE DEL PRETE Com'è andata a finire: Gli sdoppiati (Aggiornamento del 21 marzo 2010) Goodnews : Wir Bank | Paolo Mondani Bernardo Iovene Giorgio Simonetti                                      | Società Economia                 | 3.380.000      | 15,77% |
| 20 | 6 giugno 2010    | BIRMANIA: CRONACA DA UN PAESE BLINDATO IL VALZER DEI TAGLI Com'è andata a finire: Province per tutti (Aggiornamento del 1º aprile 2007) Goodnews: Vacanze senza pizzo Com'è andata a finire: Gli Esternalizzati (Aggiornamento del 12 novembre 2006) | Anders Østergaard Alberto Nerazzini Bernardo Iovene Giuliano Marrucci Piero Riccardi | Società Economia Società         | 2.248.000      | 10,37% |

## Quattordicesima edizione (2010-2011)
La tredicesima edizione di Report è andata in onda in prima serata su Rai 3 con un primo ciclo di puntate dal 17 ottobre 2010 al 12 dicembre 2010 e con un secondo ciclo dal 27 marzo 2011 al 12 giugno 2011.
| nº | Data             | Titolo | Autore | Argomento                         | Telespettatori | Share  |
| -- | ---------------- | --- | --- | --------------------------------- | -------------- | ------ |
| 1  | 17 ottobre 2010  | Così fan tutti Com'è andata a finire: La banca dei numeri uno C'è chi dice no: Il consigliere: Raphael Rossi | Giovanna Boursier Paolo Mondani Giuliano Marrucci                                                                      | Società Economia Società          | 4.928.000      | 18,71% |
| 2  | 24 ottobre 2010  | Conti, sconti e Tremonti Com'è andata a finire: Di pubblico demanio – Aggiornamento del 16 maggio 2010 C'è chi dice no: L'imprenditore: Ambrogio Mauri | Stefania Rimini Emilio Casalini Luca Chianca                                                                           | Economia Società                  | 4.039.000      | 15,45% |
| 3  | 31 ottobre 2010  | Il mare nero Biomasse di massa C'è chi dice no: Il sindaco: Vincenzo Cenname | Sigfrido Ranucci Emilio Casalini Giuliano Marrucci                                                                     | Ambiente Società                  | 3.194.000      | 13,50% |
| 4  | 14 novembre 2010 | Il debole dell'Autorità: Consob, Antitrust, Privacy, Agcom, Isvap, Aeeg Com'è andata a finire: Gli Esternalizzati - Aggiornamento del 12 novembre 2006 C'è chi dice no: Gatti e Gaston | Bernardo Iovene Piero Riccardi Luca Chianca                                                                            | Società                           | 3.097.000      | 11,43% |
| 5  | 21 novembre 2010 | La famiglia Finmeccanica Com'è andata a finire: Il Cavaliere del Lavoro - Aggiornamento del 29 novembre 2009 C'è chi dice no: Zdenek Zeman | Paolo Mondani Sigfrido Ranucci Giuliano Marrucci                                                                       | Economia Società                  | 3.550.000      | 13,53% |
| 6  | 28 novembre 2010 | Girano le pale Com'è andata a finire: La famiglia Finmeccanica - Aggiornamento del 21 novembre 2010 Com'è andata a finire: L'intesa - Aggiornamento del 12 ottobre 2008 C'è chi dice no: La giornalista: Rosaria Capacchione | Alberto Nerazzini Paolo Mondani Giovanna Boursier Giuliano Marrucci                                                    | Ambiente Economia Società         | 3.438.000      | 12,75% |
| 7  | 5 dicembre 2010  | La croce in rosso Fuori ruolo C'è chi dice no: Francesca Corso | Sabrina Giannini Bernardo Iovene Edoardo Di Lorenzo                                                                    | Società                           | 3.768.000      | 14,63% |
| 8  | 12 dicembre 2010 | Consumatori difettosi Com'è andata a finire: La banca dei Numeri Uno - Aggiornamento del 17 ottobre 2010 Com'è andata a finire: La Convenzione - Aggiornamento del 6 dicembre 2009 | Michele Buono e Piero Riccardi Paolo Mondani Alberto Nerazzini                                                         | Economia Salute                   | 3.340.000      | 13,46% |
| 9  | 27 marzo 2011    | Autoalleanza Report a Fukushima Com'è andata a finire: La famiglia Finmeccanica | Giovanna Boursier Emilio Casalini Paolo Mondani                                                                        | Economia Ambiente Economia        | 3.501.000      | 13,25% |
| 10 | 3 aprile 2011    | La banda del buco: cave e cavatori Come Maiali C'è chi dice no: Marco Boschini | Bernardo Iovene Michele Buono e Piero Riccardi Giuliano Marrucci                                                       | Ambiente Alimentazione Società    | 3.160.000      | 12,23% |
| 11 | 10 aprile 2011   | Il prodotto sei tu A tutto biogas C'è chi dice no: Il Fatto Quotidiano e Lettera 43 | Stefania Rimini Michele Buono e Piero Riccardi Luca Chianca                                                            | Società Ambiente Società          | 3.070.000      | 12,36% |
| 12 | 17 aprile 2011   | La città dei rancori Il prezzo C'è chi dice no: Nino De Masi | Alberto Nerazzini Michele Buono e Piero Riccardi Luca Chianca                                                          | Società Alimentazione Società     | 3.113.000      | 12,26% |
| 13 | 8 maggio 2011    | I biscazzieri Com'è andata a finire : Biomasse di massa (Aggiornamento del 31 ottobre 2010) C'è chi dice no: Anna Dukic | Sigfrido Ranucci Emilio Casalini Giuliano Marrucci                                                                     | Società Ambiente Società          | 2.803.000      | 12,02% |
| 14 | 15 maggio 2011   | Concorso nel reato La tessera nel pallone C'è chi dice no: Ezio Orzes | Sabrina Giannini Luca Chianca Giuliano Marrucci                                                                        | Società                           | 2.892.526      | 11,10% |
| 15 | 22 maggio 2011   | Generazione a perdere L'Italia a Bruxelles C'è chi dice no: Daniele Kihlgren Com'è andata a finire: La banda del buco | Michele Buono e Piero Riccardi Maria Maggiore Giorgio Simonetti Bernardo Iovene                                        | Società Ambiente                  | 3.199.000      | 12,86% |
| 16 | 29 maggio 2011   | Protezione e benedizione Com'è andata a finire: Così fan tutti (Aggiornamento del 17 ottobre 2010) C'è chi dice no: I signori Rossi | Paolo Mondani Giovanna Boursier Giuliano Marrucci                                                                      | Società                           | 2.292.000      | 13,66% |
| 17 | 5 giugno 2011    | Com'è andata a finire: Conti, sconti e Tremonti (Aggiornamento del 24 ottobre 2010) Com'è andata a finire: Poveri noi! (Aggiornamento del 5 aprile 2009) Com'è andata a finire: Cara Madunina (Aggiornamento del 22 novembre 2009) Com'è andata a finire: La città dei rancori (Aggiornamento del 17 aprile 2011) Com'è andata a finire: Una poltrona per due (Aggiornamento del 18 ottobre 2009) Com'è andata a finire: La via del gas (Aggiornamento del 27 maggio 2007) Com'è andata a finire: Di pubblico demanio | Stefania Rimini Giovanna Boursier Bernardo Iovene Alberto Nerazzini abrina Giannini Giorgio Fornoni Emilio Casalini    | Economia Società Economia Società | 2.952.000      | 12,17% |
| 18 | 12 giugno 2011   | Risparmio pubblico e privato Let's make money Alta fedeltà Com'è andata a finire: Protezione e Benedizione (Aggiornamento del 29 maggio 2011) Com'è andata a finire: Il Cavaliere del Lavoro (Aggiornamento del 6 dicembre 2009) Com'è andata a finire: Lo stato dei conti (Aggiornamento dell'11 aprile 2010) C'è chi dice no: MATTI DA SLEGARE : Referendum 201 | Stefania Rimini Erwin Wagenhofer Sigfrido Ranucci Paolo Mondani Sigfrido Ranucci Giovanna Boursier Fabrizio Lazzaretti | Economia Società Economia Società | 2.248.000      | 9,60%  |

## Quindicesima edizione (2011-2012)
Dopo una lunga contrattazione tra la redazione di Report e il consiglio di amministrazione Rai, in merito alla concessione di un'adeguata tutela legale ai giornalisti del programma, il 28 luglio 2011 il presidente Paolo Garimberti ha sciolto ogni riserva comunicando la decisione del consiglio di amministrazione di concedere le richieste. Il programma condotto da Milena Gabanelli è tornato in onda dall'autunno 2011 sempre in prima serata su Rai 3. La votazione della proposta ha diviso a metà i consiglieri con quattro voti favorevoli e quattro contrari. Decisivo, quindi, è stato il voto del presidente che vale il doppio. Al termine della stagione sono andate in onda ulteriori due puntate dal titolo Off the Report, spin-off del programma madre, in cui sono impegnati nuovi giornalisti della redazione di Report.
| nº | Data             | Titolo | Autore                                                                              | Telespettatori                     | Ascolto   | Share  |
| -- | ---------------- | --- | ----------------------------------------------------------------------------------- | ---------------------------------- | --------- | ------ |
| 1  | 23 ottobre 2011  | Vedo pago voto: il federalismo Beni de' noantri C'è chi dice no: ALBERTO PERINO | Bernardo Iovene Luca Chianca Emanuele Bellano                                       | Società                            | 3.650.000 | 14,38% |
| 2  | 30 ottobre 2011  | Effetto valanga Com'è andata a finire: I biscazzieri: Il premier croupier C'è chi dice no: I FRATELLI DORIA | Michele Buono Sigfrido Ranucci Luca Chianca                                         | Società Economia                   | 3.140.915 | 13,25% |
| 3  | 6 novembre 2011  | La grande evasione Svendita pubblica C'è chi dice no: RAPHAEL ROSSI | Giovanna Boursier Claudia Di Pasquale Giuliano Marrucci                             | Società                            | 3.844.000 | 14,74% |
| 4  | 20 novembre 2011 | La classe dirigente SPAZZATOUR C'è chi dice no: SERGIO LIVIGNI | Paolo Mondani Emilio Casalini Giuliano Marrucci                                     | Società Ambiente Salute            | 3.383.000 | 13,85% |
| 5  | 27 novembre 2011 | L'onda lunga SPAZZATOUR 2 C'è chi dice no: IL PARADISO DEL BIT BRUNETTA E EQUITALIA | Sabrina Giannini Emilio Casalini Giuliano Marrucci Giovanna Boursier                | Salute Ambiente Società            | 3.585.000 | 14,57% |
| 6  | 4 dicembre 2011  | Mali Culturali Ente d'azzardo C'è chi dice no: Paolo Zamboni: sperimentazione sclerosi multipla | Stefania Rimini Antonino Monteleone Bernardo Iovene                                 | Società Salute                     | 3.025.000 | 12,01% |
| 7  | 11 dicembre 2011 | La divina provvidenza Com'è andata a finire: L'INTESA C'è chi dice no: FRANCESCA RAGUSA RETTIFICA - BRUNETTA ED EQUITALIA | Alberto Nerazzini Giovanna Boursier Giuliano Marrucci Giovanna Boursier             | Società Economia Società           | 4.501.000 | 18,23% |
| 8  | 18 dicembre 2011 | Corsa alla Terra Fondo italiano Com'è andata a finire: LA CLASSE DIRIGENTE Com'è andata a finire: UNA POLTRONA PER DUE | Piero Riccardi Claudia Di Pasquale Paolo Mondani Sabrina Giannini                   | Ambiente Economia Società Economia | 3.083.000 | 12,32% |
| 9  | 5 gennaio 2012   | Uno stipendio onorevole | Bernardo Iovene                                                                     | Economia                           | 1.191.000 | 8,55%  |
| 10 | 25 marzo 2012    | Previdenza Asociale Com'è andata a finire: Concorso nel reato C'è chi dice no: Detective in ciabatte | Bernardo Iovene Sabrina Giannini Giuliano Marrucci                                  | Economia Società                   | 3.726.000 | 14,21% |
| 11 | 1º aprile 2012   | Fuori Bordo Com'è andata a finire: La divina provvidenza | Giovanna Boursier Alberto Nerazzini                                                 | Economia Società                   | 2.616.000 | 11,48% |
| 12 | 15 aprile 2012   | Contanti saluti al nero Il gioco delle parti | Stefania Rimini Sigfrido Ranucci e Luca Chianca                                     | Economia Società                   | 3.749.000 | 14,16% |
| 13 | 22 aprile 2012   | Smarcamenti in campo La congregazione C'è chi dice no: Riccardo Antonini | Michele Buono Emanuele Bellano e Giorgio Mottola Giuliano Marrucci                  | Economia Società                   | 2.922.000 | 11,69% |
| 14 | 29 aprile 2012   | Dolce è la vita I consorziati Com'è andata a finire: Il finanziamento quotidiano C'è chi dice no: Valter Bonan | Sabrina Giannini Claudia Di Pasquale Bernardo Iovene Giuliano Marrucci              | Salute Società Ambiente            | 3.030.000 | 12,66% |
| 15 | 6 maggio 2012    | Il Monte dei Fiaschi PORCA VACCA L'ACQUA È CALDA | Paolo Mondani Luca Chianca Antonino Monteleone                                      | Economia Società                   | 2.571.000 | 10,45% |
| 16 | 13 maggio 2012   | I Professionisti Com'è andata a finire: Com'è andata a finire? MONTE DEI FIASCHI Com'è andata a finire: Come è andata a finire? L'INTESA Com'è andata a finire: Com'è andata a finire? SPAZZATOUR 2 C'è chi dice no: Clarbruno Vedruccio | Alberto Nerazzini Paolo Mondani Giovanna Boursier Emilio Casalini Giuliano Marrucci | Società Economia Scienza           | 2.302.000 | 9,60%  |

### Off the Report
| Nº | Data           | Titolo                           | Servizio | Autore                                                                                             | Telespettatori          | Ascolto   | Share |
| -- | -------------- | -------------------------------- | --- | -------------------------------------------------------------------------------------------------- | ----------------------- | --------- | ----- |
| 1  | 27 maggio 2012 | Off the Report - Prima puntata   | Mercanti di Venezia Porto Franco Onde Sacre Per l'Eternit                                                           | Claudia Di Pasquale Antonino Monteleone Giuseppe Laganà Piero Riccardi                             | Società Economia Salute | 2.201.000 | 9,16% |
| 2  | 3 giugno 2012  | Off the Report - Seconda puntata | Dottore che sintomo ha la felicità? Non arrendersi mai Statale numero uno Buonveneto Spa La comunità Cosa c'è sotto | Piero Riccardi Giorgio Simonetti Emilio Casalini Luca Chianca Emanuele Bellano Antonino Monteleone | Salute Società Ambiente | 1.850.000 | 8,05% |

## Sedicesima edizione (2012-2013)
| nº | Data              | Titolo | Autore | Argomento                                 | Telespettatori | Share  |
| -- | ----------------- | --- | --- | ----------------------------------------- | -------------- | ------ |
| 1  | 30 settembre 2012 | Oggi in Parlamento Oggi negli enti C'è chi dice no: Oggi nel maso | Bernardo Iovene Luca Chianca Emilio Casalini                                                                                       | Società                                   | 3.068.000      | 12,62% |
| 2  | 7 ottobre 2012    | I garanti Cari segretari C'è chi dice no: Secs appeal | Michele Buono Emanuele Bellano Giuliano Marrucci                                                                                   | Economia Società                          | 1.980.000      | 7,89%  |
| 3  | 14 ottobre 2012   | Un tesoro di Cassa Sulle colline dell'IMU Il sistema Michele | Stefania Rimini Antonino Monteleone Emilio Casalini                                                                                | Economia Società                          | 2.547.000      | 10,18% |
| 4  | 21 ottobre 2012   | Dirigenti di classe Election test | Giovanna Boursier Claudia Di Pasquale                                                                                              | Società                                   | 3.193.000      | 12,82% |
| 5  | 28 ottobre 2012   | Gli Insaziabili Fatta la legge... C'è chi dice no: Ali Reza Arabnia | Sabrina Giannini Bernardo Iovene Giuliano Marrucci                                                                                 | Società Economia                          | 3.083.000      | 11,92% |
| 6  | 4 novembre 2012   | Il Papa Re Prove di sistema C'è chi dice no: Extrabanca | Alberto Nerazzini Luca Chianca Giuliano Marrucci                                                                                   | Società Economia                          | 3.449.000      | 13,69% |
| 7  | 18 novembre 2012  | La Banca degli Amici Il Gruppo Selvaggio L'Internazionalizzazione Com'è andata a finire: Gli insaziabili | Sigfrido Ranucci Sabrina Giannini Antonino Monteleone Sabrina Giannini                                                             | Società Economia Società                  | 3.394.000      | 14,46% |
| 8  | 2 dicembre 2012   | Onorevoli Esodati Com'è andata a finire: L'Intesa Corto Circuito La Finanza e il Progetto Risorse Attive | Emanuele Bellano Emilio Casalini Antonino Monteleone Luca Chianca Giovanna Boursier                                                | Economia Società Economia                 | 2.937.000      | 11,04% |
| 9  | 9 dicembre 2012   | Com'è andata a finire: La Banca degli Amici Com'è andata a finire: Previdenza Asociale Com'è andata a finire: Monte dei Fiaschi Com'è andata a finire: I Garanti Com'è andata a finire: Election Test Com'è andata a finire: Contanti Saluti al Nero Com'è andata a finire: Concorso nel Reato Liste Pulite | Sigfrido Ranucci Bernardo Iovene Paolo Mondani Michele Buono Claudia Di Pasquale Stefania Rimini Sabrina Giannini Milena Gabanelli | Società Economia Società Economia Società | 3.000.000      | 11,83% |
| 10 | 16 dicembre 2012  | Ritardi con Eni Amazon.it | Paolo Mondani Giovanna Boursier | Economia                                  | 3.240.000      | 12,96% |
| 11 | 23 dicembre 2012  | Acqua Passata Com'è andata a finire: La Divina Provvidenza C'è chi dice no:Mister Wireless | Piero Riccardi Alberto Nerazzini Giuliano Marrucci                                                                                 | Ambiente Economia                         | 2.682.000      | 11,36% |
| 12 | 7 aprile 2013     | Lo Stato Fallimentare Com'è andata a finire: La Congregazione | Giovanna Boursier Emanuele Bellano                                                                                                 | Economia Società                          | 2.631.000      | 9,8%   |
| 13 | 14 aprile 2013    | Romanzo Capitale La Storia Infinita C'è chi dice no: Un Eroe Borghese | Paolo Mondani Claudia Di Pasquale Giuliano Marrucci                                                                                | Società Economia Società                  | 2.411.000      | 9,38%  |
| 14 | 21 aprile 2013    | Gli Onorabili Chi Controlla Chi? C'è chi dice no: Villa Emo | Bernardo Iovene Luca Chianca Giuliano Marrucci                                                                                     | Società Economia Ambiente                 | 2.702.000      | 10,07% |
| 15 | 28 aprile 2013    | Effetti Collarerali I Manager del Presidente I Compagni C'è chi dice no: La Strategia del Colibrì | Sigfrido Ranucci Antonino Monteleone Giorgio Fornoni Giuliano Marrucci                                                             | Società Economia Ambiente                 | 2.889.000      | 10,76% |
| 16 | 5 maggio 2013     | Do ut des Belli da Morire | Alberto Nerazzini Stefania Rimini                                                                                                  | Società                                   | 2.983.000      | 11,4%  |
| 17 | 12 maggio 2013    | Gli Austeri Do ut des 2 Contabilità perverse Appello per Domenico Quirico | Michele Buono Alberto Nerazzini Emilio Casalini Milena Gabanelli                                                                   | Economia Società Economia Società         | 2.730.000      | 10,74% |
| 18 | 19 maggio 2013    | Il Transatlantico delle Nebbie La Metronotte C'è chi dice no: Eugenia Addorisio Com'è andata a finire: Il banco vince sempre Com'è andata a finire: Le nostre infinite cause | Sabrina Giannini Paolo Mondani Stefania Rimini Sigfrido Ranucci Bernardo Iovene                                                    | Società Economia Società                  | 2.786.000      | 10,76% |

### Off the Report
| nº | Data           | Titolo              | Servizio                                                                                        | Autore                                                                                                  | Argomento                | Telespettatori | Share |
| -- | -------------- | ------------------- | ----------------------------------------------------------------------------------------------- | --- | ------------------------ | -------------- | ----- |
| 1  | 26 maggio 2013 | Off the Report 2013 | Torino - Lione Confine nord-est Confine ovest Il biglietto inflessibile Piano aeroporti Il muos | Emanuele Bellano Luca Chianca Claudia Di Pasquale Giorgio Mottola Antonino Monteleone Giuliano Marrucci | Società Economia Società | 1.782.000      | 8,66% |

## Diciassettesima edizione (2013-2014)
| nº | Data              | Titolo | Autore | Telespettatori                                              | Ascolto   | Share  |
| -- | ----------------- | --- | --- | ----------------------------------------------------------- | --------- | ------ |
| 1  | 30 settembre 2013 | Al posto giusto Un decreto da diporto Il prezzo e il valore: La sanzione per eccesso di velocità Com'è andata a finire: La Banca degli Amici | Bernardo Iovene Giuliano Marrucci Milena Gabanelli Sigfrido Ranucci                                                                       | Società Economia Società                                    | 2.595.000 | 9,19%  |
| 2  | 7 ottobre 2013    | Direttiva: NOMINE PUBBLICHE Riforma fiscale: IL CATASTO Decreto del fare: BUROCRAZIA Decreto del fare: DEBITI P.A. Decreto del fare: MEDIAZIONE Decreto del fare: AGENDA DIGITALE Decreto del fare: OCCUPAZIONE GIOVANILE Ddl semplificazione: AFFITTASI CAPOLAVORI Il prezzo e il valore: In qualunque circostanza è giusto pagare per saltare la coda? | Luca Chianca Emilio Casalini Claudia Di Pasquale Emanuele Bellano Claudia Di Pasquale Emanuele Bellano Giuliano Marrucci Milena Gabanelli | Economia Società Economia Società Economia Società Economia | 1.700.000 | 6,22%  |
| 3  | 14 ottobre 2013   | Sparala grossa Buchi neri Il prezzo e il valore: Investireste i vostri risparmi | Stefania Rimini Sabrina Giannini Milena Gabanelli                                                                                         | Economia Società Economia                                   | 2.177.000 | 7,87%  |
| 4  | 21 ottobre 2013   | Bianco, rosso e Verdini AMMAZZA CHE MAFIA Il prezzo e il valore: Il sangue va solo donato o si può anche vendere? | Sigfrido Ranucci Paolo Mondani Milena Gabanelli                                                                                           | Società Economia                                            | 2.226.000 | 7,89%  |
| 5  | 28 ottobre 2013   | Intesa sul credito Ti rubo l'identità Il prezzo e il valore: Musei in affitto solo per iniziative culturali o a chiunque paghi? | Giovanna Boursier Giuseppe Laganà Milena Gabanelli                                                                                        | Economia Società Economia                                   | 1.765.000 | 6,33%  |
| 6  | 4 novembre 2013   | Unione di fatto Zona franca Com'è andata a finire: Trasparenza e privacy Com'è andata a finire: Il numero magico Il prezzo e il valore: È giusto che un condannato possa? | Michele Buono Giorgio Mottola Giuliano Marrucci Milena Gabanelli                                                                          | Economia Società Economia                                   | 2.231.000 | 7,93%  |
| 7  | 11 novembre 2013  | L'insostenibile brevetto A.A.A. Patrimonio svendesi Com'è andata a finire: La banda del buco Com'è andata a finire: Cuci e taglia Com'è andata a finire: La convenzione Il prezzo e il valore: Il premio in denaro è un buon incentivo per gli studenti                                                                                                  | Piero Riccardi Giorgio Mottola Bernardo Iovene Emilio Casalini Alberto Nerazzini Milena Gabanelli                                         | Ambiente Economia Società Economia                          | 2.113.000 | 7,56%  |
| 8  | 18 novembre 2013  | Patto d'acciaio Casa Brunetta Com'è andata a finire: Belli da morire Il prezzo e il valore: Si può dare un prezzo all'aria? | Sabrina Giannini Giuliano Marrucci Stefania Rimini Milena Gabanelli                                                                       | Ambiente Società Ambiente                                   | 2.331.000 | 8,19%  |
| 9  | 25 novembre 2013  | L'ostaggio Com'è andata a finire: L'intesa Com'è andata a finire: Al posto giusto: De Luca, Salerno | Paolo Mondani Giovanna Boursier Bernardo Iovene                                                                                           | Società Economia Società                                    | 2.082.000 | 7,31%  |
| 10 | 2 dicembre 2013   | Il mercato del Tesoro L'emendamento Investimenti di Modugno | Luca Chianca e Emanuele Bellano Giorgio Mottola Giuliano Marrucci                                                                         | Economia Società Economia                                   | 2.065.000 | 7,38%  |
| 11 | 16 dicembre 2013  | Il delitto perfetto Siamo sicuri? La nave scuola Com'è andata a finire: Patto d'acciaio | Alberto Nerazzini Claudia Di Pasquale Redazione Report Sabrina Giannini                                                                   | Società Ambiente                                            | 1.865.000 | 6,79%  |
| 12 | 7 aprile 2014     | Espresso nel caffè L'Arena Valzer di poltrone | Bernardo Iovene Sigfrido Ranucci Luca Chianca                                                                                             | Alimentazione Società                                       | 3.042.000 | 10.94% |
| 13 | 14 aprile 2014    | La battaglia di Solferino La biocialda Appalti alla sbarra | Giovanna Boursier Bernardo Iovene Claudia Di Pasquale                                                                                     | Economia Ambiente Società                                   | 1.823.000 | 6,60%  |
| 14 | 28 aprile 2014    | Il socio occulto La patata bollente Vita da freelance Com'è andata a finire: Espresso nel caffè | Paolo Mondani Luca Chianca Giuliano Marrucci Bernardo Iovene                                                                              | Economia Alimentazione Economia Società                     | 2.221.000 | 7,85%  |
| 15 | 5 maggio 2014     | Sportivo sarai tu Il giallo delle pagine Autosconto | Stefania Rimini Emanuele Bellano Emilio Casalini                                                                                          | Società Economia                                            | 1.878.000 | 6,72%  |
| 16 | 12 maggio 2014    | Shale caos Il deposito Multe in saldo | Roberto Pozzan Giuliano Marrucci Claudia Di Pasquale                                                                                      | Ambiente Economia                                           | 1.928.000 | 7,15%  |
| 17 | 19 maggio 2014    | A pensar male... Eurocandidati La centrale rischi Un inedito Aznavour per i suoi 90 anni | Sabrina Giannini Giuliano Marrucci Emanuele Bellano Milena Gabanelli                                                                      | Società Economia Società                                    | 2.064.000 | 7,49%  |
| 18 | 26 maggio 2014    | La grande ricchezza È tutto fumo Com'è andata a finire: Così fan tutti | Michele Buono Luca Chianca Giovanna Boursier                                                                                              | Economia Ambiente Società                                   | 1.616.000 | 5,95%  |
| 19 | 2 giugno 2014     | Cassa continua Il grande fratellino Com'è andata a finire: Com'è andata a finire? Lo stato delle nostre cause | Alberto Nerazzini Paolo Mondani Autori vari Bernardo Iovene                                                                               | Economia Società                                            | 1.507.000 | 6,05%  |

## Diciottesima edizione (2014-2015)
| nº | Data             | Titolo | Autore | Argomento                                  | Telespettatori | Share  |
| -- | ---------------- | --- | --- | ------------------------------------------ | -------------- | ------ |
| 1  | 5 ottobre 2014   | Non bruciamoci la pizza Il danno e la beffa | Bernardo Iovene Sigfrido Ranucci                                                                                      | Alimentazione Salute                       | 2.992.000      | 12,24% |
| 2  | 12 ottobre 2014  | La Concordia Nazionale Com'è andata a finire: Il danno e la beffa Intervista a Gino Paoli | Giovanna Boursier Sigfrido Ranucci Milena Gabanelli                                                                   | Società Salute Società                     | 2.813.000      | 12,01% |
| 3  | 19 ottobre 2014  | Il segreto sul piatto The Specialist Sotto al muro | Giorgio Mottola e Roberto Pozzan Sigfrido Ranucci Michele Buono                                                       | Società Salute Società                     | 2.180.000      | 9,15%  |
| 4  | 26 ottobre 2014  | Fammi il favore Intervista ad Arnaldo Forlani Com'è andata a finire: The Specialist | Stefania Rimini Milena Gabanelli Sigfrido Ranucci                                                                     | Società Salute                             | 2.063.000      | 8,68%  |
| 5  | 2 novembre 2014  | Siamo tutti oche I Paradossi della giustizia: Processo azzerato I Paradossi della giustizia: Fascicoli on the road I Paradossi della giustizia: La citazione | Sabrina Giannini Claudia Di Pasquale Giulio Valesini                                                                  | Società                                    | 3.140.000      | 13,41% |
| 6  | 16 novembre 2014 | Ambiente di famiglia In buone acque Scava scava | Luca Chianca Emanuele Bellano Giulio Valesini                                                                         | Ambiente                                   | 2.317.000      | 9,51%  |
| 7  | 23 novembre 2014 | Il Monte dei misteri In buone acque Un medico in famiglia | Paolo Mondani Bernardo Iovene Emanuele Bellano                                                                        | Economia Salute Ambiente                   | 1.887.000      | 8,00%  |
| 8  | 30 novembre 2014 | Il risarcimento La grande infrazione | Claudia Di Pasquale e Giuliano Marrucci Emilio Casalini                                                               | Società Ambiente                           | 2.496.000      | 9,84%  |
| 9  | 5 dicembre 2014  | Speciale Report - Romanzo Capitale | Paolo Mondani | Società                                    | 1.650.000      | 6,07%  |
| 10 | 7 dicembre 2014  | Startup stories La zingara Il gemellaggio | Michele Buono Giorgio Mottola Luca Chianca                                                                            | Economia Società                           | 1.902.000      | 7,99%  |
| 11 | 14 dicembre 2014 | I biofurbi: Riso I biofurbi: Cosmetici La cricca del Po Catene da sole Il fiato sul collo La fattura elettronica | Piero Riccardi Emanuele Bellano Giulio Valesini Giuliano Marrucci Emilio Casalini Giuliano Marrucci                   | Economia Ambiente Società Economia         | 2.512.000      | 10,44% |
| 12 | 22 dicembre 2014 | Com'è andata a finire: Va di lusso Com'è andata a finire: Il pacco Com'è andata a finire: Frattura molisana Com'è andata a finire: O sole mio Com'è andata a finire: Le mire del Presidente Cara accoglienza                                                                                | Sabrina Giannini Giovanna Boursier Bernardo Iovene Roberto Pozzan Stefania Rimini Giorgio Mottola                     | Economia Società Economia Società          | 2.362.000      | 10,06% |
| 13 | 12 aprile 2015   | Anas per l'Italia Gli amici del cuore | Giovanna Boursier Sigfrido Ranucci                                                                                    | Economia Salute                            | 1.741.000      | 7,01%  |
| 14 | 19 aprile 2015   | La sforbiciata: province, pra, dirigenti statali Paradisi romani | Bernardo Iovene Giulio Valesini                                                                                       | Società                                    | 1.783.000      | 6,55%  |
| 15 | 26 aprile 2015   | Fidati di Mef Nutrire il pianeta: Vitelli dopati Com'è andata a finire: Anas per l'Italia | Stefania Rimini Sabrina Giannini Giovanna Boursier                                                                    | Economia Alimentazione Società             | 1.829.000      | 7,1%   |
| 16 | 3 maggio 2015    | Le fatiche di Ercole Nutrire il pianeta: Che mondo sarebbe senza... Com'è andata a finire: Paradisi romani | Paolo Mondani Sabrina Giannini Giulio Valesini                                                                        | Società Alimentazione Società              | 2.273.000      | 8,92%  |
| 17 | 10 maggio 2015   | La causa persa Un italiano a Tirana Nutrire il pianeta: Indicazione geografica | Emanuele Bellano Luca Chianca Giuliano Marrucci                                                                       | Società Alimentazione                      | 1.897.000      | 7,81%  |
| 18 | 17 maggio 2015   | Sotto al velo Nutrire il pianeta: Peccati della carne Com'è andata a finire: Paradisi romani | Claudia Di Pasquale e Giuliano Marrucci Emilio Casalini Giulio Valesini                                               | Società Alimentazione Società              | 2.062.000      | 8,68%  |
| 19 | 24 maggio 2015   | Effetto dirompente Nutrire il pianeta: Grasso che cola Credito esaurito | Michele Buono Giorgio Mottola Luca Chianca                                                                            | Società Alimentazione                      | 2.205.000      | 9,24%  |
| 20 | 31 maggio 2015   | Il grande caldo Nutrire il pianeta: Ingrassare il pianeta | Roberto Pozzan e Giorgio Mottola Bernardo Iovene                                                                      | Ambiente Alimentazione                     | 2.008.000      | 8,61%  |
| 21 | 7 giugno 2015    | Com'è andata a finire: Anas per l'Italia Com'è andata a finire: Il boccone del prete Com'è andata a finire: Paradisi romani Com'è andata a finire: In buone acque Com'è andata a finire: I mercanti di Venezia Com'è andata a finire: Per l'eternit Le nostre numerose cause Diplomazia 2.0 | Giovanna Boursier Paolo Mondani Giulio Valesini Emanuele Bellano Claudia Di Pasquale Giorgio Mottola Milena Gabanelli | Economia Ambiente Società Ambiente Società | 2.255.000      | 10,37% |

## Diciannovesima edizione (2015-2016)
| nº | Data             | Titolo | Autore | Argomento                       | Telespettatori | Share  |
| -- | ---------------- | --- | --- | ------------------------------- | -------------- | ------ |
| 1  | 11 ottobre 2015  | Non per soldi ma per denaro Telescrocco Milena Gabanelli batte l'asta | Paolo Mondani Sigfrido Ranucci e Giulio Valesini Milena Gabanelli                                                                                   | Società                         | 2.008.000      | 8,42%  |
| 2  | 18 ottobre 2015  | Leggi a perdere Panta rei L'asta dei premi | Emanuele Bellano, Luca Chianca e Emilio Casalini Giorgio Mottola Milena Gabanelli                                                                   | Società Ambiente Società        | 1.896.000      | 7,77%  |
| 3  | 25 ottobre 2015  | Rivoluzione 4.0 L'occasionCina | Michele Buono Giuliano Marrucci | Economia                        | 1.959.000      | 9,07%  |
| 4  | 1º novembre 2015 | Belli da paura L'ingegno | Giovanna Boursier Stefania Rimini | Salute                          | 2.552.000      | 10,37% |
| 5  | 15 novembre 2015 | Finché c'è guerra c'è speranza Arsenico e il vecchio boss | Sigfrido Ranucci Giulio Valesini | Società                         | 2.407.000      | 9,88%  |
| 6  | 22 novembre 2015 | Nero a metà Tanti e subito È oro quello che luccica? | Bernardo Iovene Giorgio Mottola Sigfrido Ranucci | Economia                        | 2.053.000      | 8,34%  |
| 7  | 29 novembre 2015 | La giusta causa La Gran Corte | Claudia Di Pasquale Giuliano Marrucci | Società                         | 1.805.000      | 7,51%  |
| 8  | 6 dicembre 2015  | Troppa trippa Il baratto Bike to work | Sabrina Giannini Giulio Valesini | Alimentazione Società           | 2.252.000      | 9,13%  |
| 9  | 13 dicembre 2015 | La trattativa La dismissione A tutto sole? | Luca Chianca Emanuele Bellano Roberto Pozzan | Società Ambiente                | 1.713.000      | 7,15%  |
| 10 | 20 dicembre 2015 | Com'è andata a finire: Carissima salma Com'è andata a finire: Il monte dei misteri Com'è andata a finire: Anas per l'Italia Com'è andata a finire: Operazione ponte Com'è andata a finire: La trattativa - La dismissione Com'è andata a finire: Il danno e la beffa Com'è andata a finire: Romanzo capitale Com'è andata a finire: La giusta causa Il biscotto perfetto | Bernardo Iovene Paolo Mondani Giovanna Boursier Stefania Rimini Milena Gabanelli Sigfrido Ranucci Paolo Mondani Claudia Di Pasquale Giulio Valesini | Società Economia Salute Società | 1.986.000      | 8,54%  |
| 11 | 3 aprile 2016    | Padroni si nasce Snelli con i batteri Com'è andata a finire: L'Arena | Bernardo Iovene Stefania Rimini Sigfrido Ranucci | Economia Alimentazione Società  | 2.163.000      | 8,94%  |
| 12 | 10 aprile 2016   | Saltimbanche No, tu no! Falsi miti a tavola | Giovanna Boursier Giorgio Mottola Stefania Rimini                                                                                                   | Economia Alimentazione          | 2.530.000      | 10,69% |
| 13 | 17 aprile 2016   | I fossilizzati Che tempo fa A tavola con i geni | Roberto Pozzan Giulio Valesini Stefania Rimini | Ambiente Società Alimentazione  | 2.432.000      | 10,66% |
| 14 | 24 aprile 2016   | Il tallone d'Achille Impignorabili A caval donato... Targa, mia cara | Emanuele Bellano Giorgio Mottola Sigfrido Ranucci Giulio Valesini                                                                                   | Società                         | 2.276.000      | 9,60%  |
| 15 | 8 maggio 2016    | La via di uscita La banca sei tu? | Claudia Di Pasquale , Giuliano Marrucci e Giulio Valesini Luca Chianca                                                                              | Società Economia                | 2.270.000      | 10,17% |
| 16 | 15 maggio 2016   | La guerra dei brevetti Direzioni antimafia C'è multa per te | Paolo Mondani Giorgio Mottola Giulio Valesini | Economia Società                | 1.658.000      | 7,13%  |
| 17 | 22 maggio 2016   | Solution revolution Cinacittà | Michele Buono Giuliano Marrucci | Economia Società                | 2.078.000      | 9,67%  |
| 18 | 29 maggio 2016   | Resistenza passiva A fondo Fuori dal tunnel | Sabrina Giannini Giorgio Mottola Emilio Casalini | Salute Società Economia         | 2.468.000      | 11,01% |
| 19 | 5 giugno 2016    | La pietra nera Com'è andata a finire: Saltimbanche Com'è andata a finire: La sforbiciata Com'è andata a finire: La Congregazione Com'è andata a finire: The Specialist | Luca Chianca Giovanna Boursier Bernardo Iovene Emanuele Bellano Sigfrido Ranucci                                                                    | Economia Società Salute         | 2.255.000      | 9,31%  |

## Ventesima edizione (2016-2017)
| nº | Data             | Titolo | Autore | Argomento                                           | Telespettatori | Share  |
| -- | ---------------- | --- | --- | --------------------------------------------------- | -------------- | ------ |
| 1  | 10 ottobre 2016  | Bio illogico Il rappresentante Muoversi | Bernardo Iovene Stefania Rimini Giulio Valesini                                                                                          | Economia Salute Società                             | 2.639.000      | 10,07% |
| 2  | 17 ottobre 2016  | Occhio al portafoglio Giganti del web Governatori del paradiso C'è Poste per te | Emanuele Bellano Milena Gabanelli Giulio Valesini Giorgio Mottola                                                                        | Economia Società                                    | 2.576.000      | 9,86%  |
| 3  | 24 ottobre 2016  | L'età della plastica Acqua fresca Il sub commissario | Claudia Di Pasquale Giuliano Marrucci Giorgio Mottola                                                                                    | Salute Economia                                     | 2.792.000      | 10,49% |
| 4  | 31 ottobre 2016  | La nuova geografia Cina compact Il consigliere L'assessore | Michele Buono Giuliano Marrucci Giorgio Mottola Giulio Valesini                                                                          | Economia Società                                    | 1.581.000      | 6,57%  |
| 5  | 7 novembre 2016  | Lo Stato dei concorsi Il maestro La candidata C'è Poste per te | Giovanna Boursier e Giorgio Mottola Antonella Cignarale Giorgio Mottola                                                                  | Società                                             | 2.103.000      | 7,80%  |
| 6  | 14 novembre 2016 | La frazione di Prosecco La via dei farmaci I direttori generali L'assessora | Bernardo Iovene Luca Chianca Giulio Valesini                                                                                             | Società                                             | 2.623.000      | 9,85%  |
| 7  | 21 novembre 2016 | Caviar democracy Tipico ma non troppo L'amministratore delegato Com'è andata a finire: Bio illogico | Paolo Mondani Emilio Casalini Luca Chianca Bernardo Iovene                                                                               | Economia Alimentazione Economia Società             | 1.906.000      | 7,29%  |
| 8  | 28 novembre 2016 | Com'è andata a finire: La via d'uscita Com'è andata a finire: Anas per l'Italia Com'è andata a finire: A caval donato... Com'è andata a finire: Occhio al portafoglio Com'è andata a finire: Telescrocco Com'è andata a finire: La guerra dei brevetti 20 anni di Milena (discorso d'addio di Milena Gabanelli) | Claudia Di Pasquale Giovanna Boursier Sigfrido Ranucci Emanuele Bellano Sigfrido Ranucci e Giulio Valesini Luca Chianca Milena Gabanelli | Economia Società Economia Ambiente Economia Società | 2.116.000      | 7,96%  |
| 9  | 27 marzo 2017    | Sotto le stelle Ricercatori e ricercati Ospiti indesiderati Indagando sulla tangente La decadenza | Bernardo Iovene Giulio Valesini Alessandra Borella Luca Chianca e Paolo Palermo Alessandra Borella                                       | Società Alimentazione Società                       | 1.884.000      | 7,12%  |
| 10 | 3 aprile 2017    | Dio Coca-Cola Biberon a tutto gas Presenze ingiustificate | Claudia Di Pasquale Emanuele Bellano Antonella Cignarale                                                                                 | Economia Salute Società                             | 2.034.000      | 7,74%  |
| 11 | 10 aprile 2017   | Un aereo per il presidente L'unità immobiliare La cruna dell'ago | Luca Chianca Emanuele Bellano Giulio Valesini                                                                                            | Società Economia Salute                             | 1.424.000      | 5,63%  |
| 12 | 17 aprile 2017   | Che spettacolo! Reazioni avverse Com'è andata a finire: Ospiti indesiderati Com'è andata a finire: La cruna dell'ago Com'è andata a finire: Dio Coca-Cola | Giorgio Mottola Alessandra Borella Giulio Valesini Claudia Di Pasquale                                                                   | Economia Salute Alimentazione Salute                | 1.331.000      | 5,59%  |
| 13 | 24 aprile 2017   | Scandalo al Sole Food influencer | Giovanna Boursier Bernardo Iovene | Economia Società                                    | 1.193.000      | 4,91%  |
| 14 | 8 maggio 2017    | Il silenzio degli insolventi Padania Social Parchi in gioco Com'è andata a finire: Il Monte dei misteri | Paolo Mondani Giulio Valesini Emilio Casalini Paolo Mondani                                                                              | Economia Società Ambiente Economia                  | 1.220.000      | 4,75%  |
| 15 | 15 maggio 2017   | La grande scommessa Batticuore Com'è andata a finire: L'Intesa | Michele Buono Antonella Cignarale Giovanna Boursier                                                                                      | Economia Salute Economia                            | 1.202.000      | 4,87%  |
| 16 | 22 maggio 2017   | Voglio piangere Sorvegliati speciali In alto mare Com'è andata a finire: Ricercatori e ricercati | Giuliano Marrucci Giorgio Mottola Luca Chianca Giulio Valesini                                                                           | Società Economia Società                            | 1.774.000      | 7,46%  |
| 17 | 29 maggio 2017   | Poste futuro certo Truffatori, compositori, capitani Onore al merito: In viaggio con papà Com'è andata a finire: La Congregazione | Alberto Nerazzini Federico Ruffo Luca Chianca Emanuele Bellano                                                                           | Economia Società                                    | 1.616.000      | 6,81%  |
| 18 | 5 giugno 2017    | Chiare, fresche e dolci acque Crack atomico La nuova via della seta Bari Jungle Brothers Com'è andata a finire: Ricercatori e ricercati Com'è andata a finire: L'assessore | Claudia Di Pasquale Emanuele Bellano Giuliano Marrucci Michele Buono Giulio Valesini Alessandra Borella                                  | Salute Ambiente Economia Società                    | 1.571.000      | 6,49%  |

## Ventunesima edizione (2017-2018)
| nº | Data             | Titolo | Autore | Argomento                                       | Telespettatori | Share |
| -- | ---------------- | --- | --- | ----------------------------------------------- | -------------- | ----- |
| 1  | 23 ottobre 2017  | Socialmente umiliati Cioccolato amato Anteprima: Per un soffio | Bernardo Iovene Emanuele Bellano Antonella Cignarale                                                                   | Economia Economia Società                       | 1.914.000      | 7,33% |
| 2  | 30 ottobre 2017  | Il patrimonio Che spiga! Per una fetta di torta Anteprima: Far west tattoo Com'è andata a finire: Occhio al portafoglio                                                                                     | Giorgio Mottola Manuele Bonaccorsi Giulia Presutti Alessandra Borella Emanuele Bellano                                 | Economia Alimentazione Società Salute Economia  | 1.596.000      | 6,20% |
| 3  | 6 novembre 2017  | Senior vs junior La scatola nera Che polli! Anteprima: Siamo tutti geni | Luca Chianca Giuliano Marrucci Francesca Ronchin Giorgio Mottola                                                       | Economia Società Alimentazione Scienza          | 1.699.000      | 6,36% |
| 4  | 13 novembre 2017 | In cerca del paradiso Un italiano a Panama Anteprima: L'organizzazione | Giulio Valesini Paolo Mondani Andrea Sceresini e Giuseppe Borello                                                      | Economia Economia Società                       | 1.333.000      | 4,73% |
| 5  | 20 novembre 2017 | Un mare di ipocrisia Com'è andata a finire: La frazione di Prosecco Anteprima: Polveri alle stelle | Claudia Di Pasquale Bernardo Iovene Antonella Cignarale                                                                | Società Alimentazione Ambiente                  | 1.645.000      | 6,28% |
| 6  | 27 novembre 2017 | L'occupazione tedesca State uniti In guardia dalla salvaguardia Anteprima: Chi controlla il controllore? | Paolo Mondani Michele Buono Antonella Cignarale Giorgio Mottola                                                        | Economia Economia                               | 1.979.000      | 7,49% |
| 7  | 4 dicembre 2017  | Venduti Il lobbista che è in noi L'isola delle parità Anteprima: Che cavolo mangio | Giovanna Boursier Giorgio Mottola Giulia Presutti Alessandra Borella                                                   | Economia Economia Società Alimentazione         | 1.672.000      | 6,33% |
| 8  | 11 dicembre 2017 | Il pacco, la società del futuro F come falso Taglia e ricuci Anteprima: L'assassino è... il DNA | Alberto Nerazzini Luca Chianca Alessandra Borella Giorgio Mottola                                                      | Economia Economia Scienza                       | 1.844.000      | 7,10% |
| 9  | 18 dicembre 2017 | Un buco nell'acqua Goccia a goccia Sfruttamenti e cipollotti Il doppio fondo Com'è andata a finire: Telescrocco Anteprima: Un inchino a Venezia                                                             | Manuele Bonaccorsi Giuliano Marrucci Alberto Nerazzini Emanuele Bellano Giulio Valesini Francesca Ronchin              | Ambiente Economia Ambiente                      | 1.681.000      | 6,69% |
| 10 | 19 marzo 2018    | InGiustizia Diamoci una scossa Anteprima: Bebè a bordo | Bernardo Iovene Manuele Bonaccorsi Lucina Paternesi                                                                    | Società Ambiente Società                        | 1.818.000      | 7,04% |
| 11 | 26 marzo 2018    | Girano le ecoballe Anteprima: Un tocco di classe, digitale | Claudia Di Pasquale Alessandra Borella                                                                                 | Ambiente Società                                | 1.790.000      | 7,06% |
| 12 | 2 aprile 2018    | Essere umani La resilienza Anteprima: Sonni d'oro | Giorgio Mottola Giulio Valesini Cecilia Andrea Bacci                                                                   | Scienza Società Salute                          | 1.222.000      | 5,03% |
| 13 | 9 aprile 2018    | Intesa di salvataggio Gli sfibrati Anteprima: Cartellino rosso per i furbetti | Giovanna Boursier Giuliano Marrucci Alessandra Borella                                                                 | Economia Economia                               | 1.466.000      | 5,63% |
| 14 | 16 aprile 2018   | I mercanti dell'autostrada Polvere sotto il tappeto Anteprima: Il gusto dei solfiti Com'è andata a finire: Furbetti del tutor Com'è andata a finire: Telescrocco                                            | Luca Chianca Lucina Paternesi Cecilia Andrea Bacci Alessandra Borella Giulio Valesini                                  | Economia Salute Alimentazione Economia Ambiente | 1.518.000      | 5,85% |
| 15 | 23 aprile 2018   | La flat tax dei miracoli Attici e monovani di Stato Le concessioni Anteprima: L'oro elettronico | Paolo Mondani Alberto Nerazzini Giorgio Mottola Antonella Cignarale                                                    | Economia Economia Ambiente                      | 1.770.000      | 7,17% |
| 16 | 7 maggio 2018    | Il paradiso non può attendere Gli ostiaggi Anteprima: Occhio alla tv | Emanuele Bellano Giorgio Mottola Antonella Cignarale                                                                   | Economia Società                                | 1.942.000      | 7,70% |
| 17 | 14 maggio 2018   | Fuori controllo Le criptovalute Scripta volant Anteprima: Buoni a nulla | Bernardo Iovene Giuliano Marrucci Francesca Ronchin Cecilia Andrea Bacci                                               | Economia Economia                               | 1.837.000      | 7,44% |
| 18 | 21 maggio 2018   | Dentro la mappa I poverelli Anteprima: Quanto ci erode? | Michele Buono Alberto Nerazzini Lucina Paternesi                                                                       | Economia Società Ambiente                       | 1.723.000      | 7,06% |
| 19 | 4 giugno 2018    | Big four Le scatole del cinese AAA Affittasi Italia Anteprima: Il ricircolo virtuoso | Giulio Valesini Luca Chianca Manuele Bonaccorsi Alessandra Borella                                                     | Economia Economia Ambiente                      | 1.752.000      | 7,29% |
| 20 | 11 giugno 2018   | Ore 6:57 Venicetown Aula con vista La leggenda dei pianisti accompagnatori Com'è andata a finire: Tettarelle a tutto gas Com'è andata a finire: La grande scommessa Anteprima: Consumattori e consumattrici | Giovanna Boursier Claudia Di Pasquale Alessia Marzi Bernardo Iovene Emanuele Bellano Michele Buono Antonella Cignarale | Società Società Salute Società Economia         | 1.472.000      | 6,60% |

## Ventiduesima edizione (2018-2019)
| nº | Data             | Titolo | Autore | Argomento                                                | Telespettatori | Share |
| -- | ---------------- | --- | --- | -------------------------------------------------------- | -------------- | ----- |
| 1  | 22 ottobre 2018  | Una signora alleanza #Famolostadio Anteprima: Volano i rimborsi                                                                                               | Federico Ruffo Luca Chianca Giulia Presutti | Società Società                                          | 1.971.000      | 7,95% |
| 2  | 29 ottobre 2018  | Un equo finanziamento Oro nero, oro bianco Dentocrazia Com'è andata a finire: Una signora alleanza Com'è andata a finire: Gli ostiaggi                        | Bernardo Iovene Cecilia Andrea Bacci Giuliano Marrucci Federico Ruffo Giorgio Mottola                                                            | Società Alimentazione Salute Società                     | 1.501.000      | 6,12% |
| 3  | 5 novembre 2018  | Sotto il ponte Edicole S.O.S. Anteprima: Siamo al verde | Giovanna Boursier Bernardo Iovene Alessandra Borella                                                                                             | Società Società Ambiente                                 | 1.728.000      | 7,04% |
| 4  | 12 novembre 2018 | L'apostolo dell'antimafia Se la pillola va giù Anteprima: Memoria a breve termine                                                                             | Paolo Mondani Francesca Ronchin e Carla Rumor Cecilia Andrea Bacci                                                                               | Società Salute Società                                   | 1.903.000      | 7,67% |
| 5  | 19 novembre 2018 | Nero come il petrolio Mal comune Anteprima: Energy boom | Giorgio Mottola Manuele Bonaccorsi Alessandra Borella                                                                                            | Economia Economia Salute                                 | 1.941.000      | 7,83% |
| 6  | 26 novembre 2018 | Affari di cuore Onda su onda Anteprima: Pane a rendere | Giulio Valesini, Cataldo Ciccolella e Simona Peluso Lucina Paternesi Giulia Presutti                                                             | Salute Salute Società                                    | 1.769.000      | 7,29% |
| 7  | 3 dicembre 2018  | Pulp fashion Davide contro Golia Anteprima: In gioco | Emanuele Bellano Giuliano Marrucci Antonella Cignarale                                                                                           | Economia Economia Società                                | 2.242.000      | 9,22% |
| 8  | 10 dicembre 2018 | Nel nome di Matteo Anteprima: Il passeggero Com'è andata a finire: InGiustizia                                                                                | Claudia Di Pasquale Lucina Paternesi Bernardo Iovene                                                                                             | Società Società                                          | 1.866.000      | 7,76% |
| 9  | 17 dicembre 2018 | Sanità 4.0 Pecunia olet Microplastic people Anteprima: In carica                                                                                              | Michele Buono Emanuele Bellano Cecilia Andrea Bacci Antonella Cignarale                                                                          | Salute Alimentazione Ambiente Società                    | 1.863.000      | 7,74% |
| 10 | 18 marzo 2019    | Politica low cost A scuola di politica Porto sicuro Anteprima: La cortesia                                                                                    | Bernardo Iovene Adele Grossi Manuele Bonaccorsi Antonella Cignarale                                                                              | Società Società                                          | 1.644.000      | 6,88% |
| 11 | 25 marzo 2019    | L'etichetta La schiena dritta La ruvida eredità Senti chi parla Anteprima: La tassa rosa                                                                      | Emanuele Bellano Giulio Valesini e Simona Peluso Cecilia Andrea Bacci Giulia Presutti                                                            | Ambiente Salute Economia Società                         | 1.570.000      | 6,36% |
| 12 | 1º aprile 2019   | L'onnipotente Il male & la cura Anteprima: La macchina della verità                                                                                           | Giorgio Mottola Giuliano Marrucci Ludovica Jona                                                                                                  | Economia Economia Società                                | 1.395.000      | 5,54% |
| 13 | 8 aprile 2019    | Italy Works Ma è Normale? Anteprima: Incontri ravvicinati | Claudia Di Pasquale Rosamaria Aquino Alessandra Borella                                                                                          | Economia Economia Ambiente                               | 1.386.000      | 5,61% |
| 14 | 15 aprile 2019   | L'amara giustizia Made in Romania Anteprima: È intollerabile                                                                                                  | Luca Chianca Emanuele Bellano Cecilia Andrea Bacci                                                                                               | Società Società Alimentazione                            | 1.449.000      | 5,73% |
| 15 | 29 aprile 2019   | Anteprima: Facciamo la differenza Codice Montante Tu vuo' fà l'americano                                                                                      | Antonella Cignarale Paolo Mondani Giorgio Mottola                                                                                                | Ambiente Società                                         | 1.357.000      | 5,50% |
| 16 | 6 maggio 2019    | Anteprima: L'invasione degli ultraprocessati Dentro il tunnel Balle spaziali Com'è andata a finire: La ruvida eredità Un sottosegretario a San Marino         | Alessandra Borella Giovanna Boursier Giuliano Marrucci Giulio Valesini Claudia Di Pasquale                                                       | Alimentazione Economia Salute Società                    | 1.653.000      | 6,64% |
| 17 | 13 maggio 2019   | Un sottosegretario a San Marino Se mi lasci non vale Copiar Y Pegar La relazione Anteprima: Il palazzo della mezzanotte                                       | Claudia Di Pasquale Lucina Paternesi Alessia Marzi Manuele Bonaccorsi Lucina Paternesi                                                           | Società Economia Ambiente Società                        | 1.616.000      | 6,38% |
| 18 | 20 maggio 2019   | Il capitale umano La porcata | Michele Buono Emanuele Bellano | Economia Economia                                        | 1.403.000      | 5,84% |
| 19 | 3 giugno 2019    | Caffè: il buono, il rancido e il ginseng Mandati al diavolo Com'è andata a finire: Tu vuo' fà l'americano Anteprima: Vorrei ma non pos                        | Bernardo Iovene Federico Ruffo Giorgio Mottola Alessandra Borella                                                                                | Alimentazione Società Economia                           | 2.148.000      | 9,23% |
| 20 | 10 giugno 2019   | La scoperta dell'acqua calda I commercialisti I vampiri Un fisco per l'estate Un diamante è per sempre Anteprima: Sos medici                                  | Adele Grossi Luca Chianca Giorgio Mottola Manuele Bonaccorsi Emanuele Bellano Giulia Presutti                                                    | Salute Società Economia Salute                           | 1.823.000      | 8,06% |
| 21 | 16 giugno 2019   | Socio occulto Chi gioca col fuoco Ci siamo imballati L'Intesa sul papiro Fuori dal tunnel Com'è andata a finire: I commercialisti Anteprima: L'arma elettrica | Claudia Di Pasquale Rosamaria Aquino e Stefano Lamorgese Cecilia Andrea Bacci Giulia Presutti Giovanna Boursier Luca Chianca Antonella Cignarale | Società Società Ambiente Società Economia Società Salute | 1.321.000      | 6,81% |

### Report Plus
| nº | Data             | Titolo                                   | Autore                    | Argomento         | Telespettatori | Share |
| -- | ---------------- | ---------------------------------------- | ------------------------- | ----------------- | -------------- | ----- |
| 1  | 17 dicembre 2018 | Un tanto al barile La superstrada veneta | Luca Chianca Luca Chianca | Economia Economia | 1.385.000      | 8,10% |

## Ventitreesima edizione (2019-2020)
| nº | Data             | Titolo | Autore | Telespettatori | Share  |
| -- | ---------------- | --- | --- | -------------- | ------ |
| 1  | 21 ottobre 2019  | Anteprima: La maestà der Colosseo La fabbrica della paura Ma cosa hai messo nel caffè?                                               | Giulia Presutti Giorgio Mottola Bernardo Iovene                                                                         | 2.153.000      | 9,06%  |
| 2  | 28 ottobre 2019  | Anteprima: Cinquanta sfumature di sale La fabbrica social della paura Principi cattivi                                               | Chiara De Luca Giorgio Mottola Giulio Valesini e Cataldo Ciccolella                                                     | 2.100.000      | 9,01%  |
| 3  | 4 novembre 2019  | Anteprima: La musica è cambiata Divorzio all'italiana Il frutto proibito                                                             | Antonella Cignarale Manuele Bonaccorsi Emanuele Bellano                                                                 | 1.846.000      | 7,66%  |
| 4  | 11 novembre 2019 | Anteprima: App-arenze Easy rider Ultras Spa Com'è andata a finire: La fabbrica social della paura                                    | Cecilia Andrea Bacci Giovanna Boursier Federico Ruffo Giorgio Mottola                                                   | 1.936.000      | 8,03%  |
| 5  | 18 novembre 2019 | Anteprima: Questa casa non è una caserma Infiltrato speciale Dammi il 5                                                              | Chiara De Luca Paolo Mondani Lucina Paternesi                                                                           | 2.179.000      | 9,08%  |
| 6  | 25 novembre 2019 | Anteprima: SOStegno I tedofori Latte versato                                                                                         | Giulia Presutti Claudia Di Pasquale Rosamaria Aquino                                                                    | 2.059.000      | 8,72%  |
| 7  | 2 dicembre 2019  | Anteprima: Lo scarica-monopattino Alla faccia del bicarbonato di sodio Basterebbe un click Com'è andata a finire: La goccia di latte | Chiara De Luca Adele Grossi Giuliano Marrucci Rosamaria Aquino                                                          | 1.823.000      | 7,64%  |
| 8  | 9 dicembre 2019  | Anteprima: Strenna di Natale L'affaire CSM Sotto i ponti United victims of Benetton                                                  | Claudia Di Pasquale Luca Chianca Manuele Bonaccorsi Giuliano Marrucci                                                   | 1.732.000      | 7,29%  |
| 9  | 16 dicembre 2019 | Anteprima: Ci vuole un fisco bestiale Un pacco in regalo In alta marea                                                               | Adele Grossi Giuliano Marrucci Luca Chianca                                                                             | 2.073.000      | 8,90%  |
| 10 | 23 dicembre 2019 | Anteprima: I furbetti dell'hashtag Città intelligenti Fra Napoli e Caserta: la terra dei ciechi                                      | Lucina Paternesi Michele Buono Bernardo Iovene                                                                          | 1.654.000      | 7,21%  |
| 11 | 30 marzo 2020    | Il paziente zero | Giulio Valesini e Emanuele Bellano                                                                                      | 3.094.000      | 10,03% |
| 12 | 6 aprile 2020    | Anteprima: La Medicina La zona grigia Vedi Napoli Le covidiadi                                                                       | Antonella Cignarale Giorgio Mottola Federico Ruffo Claudia Di Pasquale                                                  | 2.550.000      | 8,47%  |
| 13 | 13 aprile 2020   | Anteprima: Prove di medicina digitale Anteprima: Gli economisti Siamo nella ca... Madre terra La guerra degli infermieri             | Michele Buono Paolo Mondani Luca Chianca Giuliano Marrucci Lucina Paternesi                                             | 2.440.000      | 8,55%  |
| 14 | 20 aprile 2020   | Anteprima: Back on track Dio Patria Famiglia Spa Il pasticcio piemontese                                                             | Michele Buono Giorgio Mottola Emanuele Bellano                                                                          | 2.863.000      | 9,86%  |
| 15 | 27 aprile 2020   | Anteprima: Tu si que vales Il virus nero I soliti ignoti Giù la maschera Com'è andata a finire: Il pasticcio piemontese              | Adele Grossi Giorgio Mottola Manuele Bonaccorsi Giulio Valesini Emanuele Bellano                                        | 2.578.000      | 9,19%  |
| 16 | 4 maggio 2020    | Anteprima: Va' dove ti porta il GPS Le province: questi fantasmi! La mascherina dell'ex presidente                                   | Lucina Paternesi Bernardo Iovene Manuele Bonaccorsi                                                                     | 1.985.000      | 7,49%  |
| 17 | 11 maggio 2020   | Anteprima: Chi trova il vaccino trova un amico Disorganizzazione mondiale Immuni s.p.app A tutto ossigeno                            | Chiara De Luca Giulio Valesini e Cataldo Ciccolella Lucina Paternesi Emanuele Bellano                                   | 2.310.000      | 8,51%  |
| 18 | 18 maggio 2020   | Anteprima: L'indennità atipica La spazzacorrotti Anziani s.p.a. Com'è andata a finire: Copia&incolla                                 | Bernardo Iovene Claudia Di Pasquale Rosamaria Aquino e Alessia Marzi Giulio Valesini e Cataldo Ciccolella               | 1.806.000      | 6,95%  |
| 19 | 25 maggio 2020   | Anteprima: Solidarietà limitata L'Affaire Covid La cortina di fumo                                                                   | Bernardo Iovene Paolo Mondani e Giorgio Mottola Giulio Valesini                                                         | 2.158.000      | 8,64%  |
| 20 | 1º giugno 2020   | Anteprima: Montato ad arte L'intuizione Lo sceriffo si è fermato a Eboli Senza fibra                                                 | Chiara De Luca Giulia Presutti Federico Ruffo Luca Chianca                                                              | 1.749.000      | 7,16%  |
| 21 | 8 giugno 2020    | Anteprima: L'analisi A loro insaputa Autonomia Covid Stress test App... però Ti conosco, mascherina! La comunità energetica          | Antonella Cignarale Giorgio Mottola Rosamaria Aquino Emanuele Bellano Lucina Paternesi Manuele Bonaccorsi Michele Buono | 2.481.000      | 10,28% |

### Report Plus
| nº | Data          | Titolo      | Autore            | Telespettatori | Share |
| -- | ------------- | ----------- | ----------------- | -------------- | ----- |
| 1  | 8 giugno 2020 | Svenditalia | Giuliano Marrucci | 1.327.000      | 8,13% |

## Ventiquattresima edizione (2020-2021)
| nº | Data             | Titolo | Autore | Telespettatori | Share  |
| -- | ---------------- | --- | --- | -------------- | ------ |
| 1  | 19 ottobre 2020  | Anteprima: L'amore al tempo del Covid Moglie, camici e cavalli dei paesi tuoi La pasta del Senatore                                          | Antonella Cignarale Giorgio Mottola Bernardo Iovene                                                                                  | 2.573.000      | 10,40% |
| 2  | 26 ottobre 2020  | Anteprima: Mamma ho perso l'aereo Vassalli, valvassori e valvassini SOS Pronto soccorso Follow the money                                     | Giulia Presutti Giorgio Mottola Chiara De Luca Luca Chianca                                                                          | 2.329.000      | 9,39%  |
| 3  | 2 novembre 2020  | Anteprima: L'impatto Che Dio ci aiuti Virus e segreti di Stato Liscia, rigata, Ue, non Ue                                                    | Cecilia Andrea Bacci Chiara De Luca Giulio Valesini e Cataldo Ciccolella Bernardo Iovene                                             | 2.709.000      | 11,04% |
| 4  | 9 novembre 2020  | Anteprima: Ladri di biciclette Balla con me Il cavallo di Troia                                                                              | Max Brod Emanuele Bellano Lucina Paternesi                                                                                           | 2.837.000      | 10,94% |
| 5  | 16 novembre 2020 | Anteprima: La musica è finita Mister vaccino I segreti del virus dello scimpanzé Tik Tok... Avanti                                           | Emanuele Bellano Chiara De Luca Manuele Bonaccorsi Giuliano Marrucci                                                                 | 3.450.000      | 13,26% |
| 6  | 23 novembre 2020 | Anteprima: Immuni e le sue sorelle Anteprima: A.A.A. Infermieri cercasi C'erano un presidente, un cinese e due napoletani... Potere capitale | Lucina Paternesi Chiara De Luca Luca Chianca Daniele Autieri                                                                         | 2.866.000      | 11,24% |
| 7  | 30 novembre 2020 | Anteprima: Mission Impossible? La consapevole foglia di fico Allacciate le cinture                                                           | Adele Grossi Giulio Valesini e Cataldo Ciccolella Danilo Procaccianti                                                                | 2.648.000      | 10,26% |
| 8  | 7 dicembre 2020  | Anteprima: Vicini di casa Cinque sfumature di nero Scarta la carta Com'è andata a finire: La sempre più consapevole foglia di fico           | Daniele Autieri Giorgio Mottola Giuliano Marrucci Giulio Valesini e Cataldo Ciccolella                                               | 2.557.000      | 9,69%  |
| 9  | 14 dicembre 2020 | Anteprima: Biostopper Gli insindacabili Acque luride                                                                                         | Michele Buono Claudia Di Pasquale Giulia Presutti                                                                                    | 2.423.000      | 9,68%  |
| 10 | 21 dicembre 2020 | Anteprima: Sicilia... sicura Anteprima: La sentinella I segreti dell'Oms Tutti gli uomini del presidente Girano i tamponi                    | Lucina Paternesi Giulia Presutti e Marzia Amico Cataldo Ciccolella, Giulio Valesini e Norma Ferrara Danilo Procaccianti Luca Chianca | 2.620.000      | 10,41% |
| 11 | 4 gennaio 2021   | Le menti raffinatissime | Paolo Mondani e Giorgio Mottola | 2.957.000      | 11,48% |
| 12 | 11 gennaio 2021  | Anteprima: Dietro il dato La commessa cinese Fuochi fatui In diretta                                                                         | Antonella Cignarale RosaMaria Aquino Chiara De Luca Giuliano Marrucci                                                                | 2.596.000      | 10,19% |
| 13 | 18 gennaio 2021  | Anteprima: Un calcio all'Imu Il carcere al tempo del virus La transizione energetica: l'idrogeno                                             | Giulia Presutti e Lorenzo Vendemiale Bernardo Iovene Michele Buono                                                                   | 1.289.000      | 5,05%  |
| 14 | 25 gennaio 2021  | Anteprima: Il patto è servito Il mago di Helbiz Nelle mani del vaccino Era solo un'influenza?                                                | Luca Chianca Daniele Autieri Manuele Bonaccorsi e Lorenzo Vendemiale Giulio Valesini, Cataldo Ciccolella e Norma Ferrara             | 2.330.000      | 8,98%  |
| 15 | 12 aprile 2021   | Anteprima: I somarelli di Venezia Lo sterco del diavolo Il vaccino che viene dal freddo                                                      | Giulio Valesini e Cataldo Ciccolella Giorgio Mottola Manuele Bonaccorsi e Lorenzo Vendemiale                                         | 3.066.000      | 12,07% |
| 16 | 19 aprile 2021   | Anteprima: Conserve e buoi dei paesi tuoi Aria fritta Varianti pericolose Moby è sempre con te                                               | Chiara De Luca Claudia Di Pasquale Manuele Bonaccorsi e Lorenzo Vendemiale Adele Grossi                                              | 2.386.000      | 9,44%  |
| 17 | 26 aprile 2021   | Anteprima: 2 × Mille × 2 Il sabotaggio Il giallo veneto La spalmata                                                                          | Luca Chianca Giorgio Mottola Danilo Procaccianti Walter Molino                                                                       | 2.291.000      | 9,27%  |
| 18 | 3 maggio 2021    | Anteprima: Game over Babbi e spie Complotto per il complotto                                                                                 | Giuliano Marrucci Giorgio Mottola e Danilo Procaccianti Luca Chianca                                                                 | 3.046.000      | 12,30% |
| 19 | 10 maggio 2021   | La polpetta avvelenata L'occhio del dragone                                                                                                  | Giorgio Mottola e Danilo Procaccianti Giulio Valesini e Cataldo Ciccolella                                                           | 2.862.000      | 11,99% |
| 20 | 17 maggio 2021   | Anteprima: Smart work in progress Autogrill dei segreti Terra felix L'aspettativa                                                            | Max Brod Walter Molino Bernardo Iovene Claudia Di Pasquale                                                                           | 2.610.000      | 10,96% |
| 21 | 24 maggio 2021   | Anteprima: Il pantano del copasir Il vertice delle stragi Il vecchio e il nuovo                                                              | Walter Molino Paolo Mondani Emanuele Bellano                                                                                         | 2.118.000      | 8,90%  |
| 22 | 31 maggio 2021   | Anteprima: Intrighi a palazzo Questioni di zeri Affari di covid Povero San Marco La grande fuga                                              | Chiara De Luca Manuele Bonaccorsi Rosamaria Aquino Luca Chianca Max Brod                                                             | 2.160.000      | 9,44%  |
| 23 | 7 giugno 2021    | Anteprima: Il minimo sindacale Splendori e miserie dei signori del calcio Il kamut non esiste                                                | Claudia Di Pasquale Daniele Autieri Bernardo Iovene                                                                                  | 2.329.000      | 10,43% |
| 24 | 14 giugno 2021   | Anteprima: Far west tamponi Laura C: bombe e spie Il pacco di Amazon La cassa dei furbetti                                                   | Antonella Cignarale Giorgio Mottola Emanuele Bellano Giulia Presutti                                                                 | 1.895.000      | 8,67%  |

### Speciale Report
| nº | Data             | Titolo                    | Autore | Telespettatori | Share |
| -- | ---------------- | ------------------------- | ------ | -------------- | ----- |
| 1  | 28 febbraio 2021 | Terra, acqua, fuoco, aria |        | 1.444.000      | 5,82% |

### Report Plus
| nº | Data           | Titolo              | Autore                           | Telespettatori | Share |
| -- | -------------- | ------------------- | -------------------------------- | -------------- | ----- |
| 1  | 14 giugno 2021 | In fuga da Whatsapp | Lucina Paternesi e Alessia Marzi | 1.207.000      | 9,13% |

## Venticinquesima edizione (2021-2022)
| nº | Data             | Titolo | Autore | Telespettatori | Share  |
| -- | ---------------- | --- | --- | -------------- | ------ |
| 1  | 25 ottobre 2021  | Anteprima: L'acqua cheta rovina i ponti L'uso del segreto Il caso Astrazeneca La banda dei miracoli                                | Chiara De Luca Giorgio Mottola Claudia Di Pasquale Daniele Autieri                                               | 2.304.000      | 10,44% |
| 2  | 1º novembre 2021 | Anteprima: Curami Non c'è due senza tre Renzi d'Arabia                                                                             | Antonella Cignarale Manuele Bonaccorsi e Lorenzo Vendemiale Danilo Procaccianti                                  | 2.211.000      | 10,41% |
| 3  | 8 novembre 2021  | Anteprima: Controlli al campione Il riciclatore autonomo La resa dei conti                                                         | Giulia Presutti Giorgio Mottola Cataldo Ciccolella e Giulio Valesini                                             | 2.035.000      | 9,1%   |
| 4  | 15 novembre 2021 | Anteprima: In-capacity Market E che nocciola sia Il frutto proibito 2                                                              | Lucina Paternesi Bernardo Iovene Emanuele Bellano                                                                | 1.896.000      | 7,74%  |
| 5  | 22 novembre 2021 | Astradays La Cosa Nuova | Claudia Di Pasquale Giorgio Mottola e Paolo Mondani                                                              | 1.773.000      | 7,69%  |
| 6  | 29 novembre 2021 | Anteprima: Un premio contro il Covid Varianti in corso Il prezzo dell'acciaio                                                      | Luca Chianca Manuele Bonaccorsi e Lorenzo Vendemiale Luca Bertazzoni                                             | 1.649.000      | 7,18%  |
| 7  | 6 dicembre 2021  | Anteprima: Il mistero del barbastello Febbre a 90 Scuola a rotelle                                                                 | Giuliano Marrucci Daniele Autieri Rosamaria Aquino                                                               | 1.626.000      | 7,31%  |
| 8  | 13 dicembre 2021 | Anteprima: Il video segreto The whistleblower Il re delle ambulanze                                                                | Luca Chianca Emanuele Bellano Chiara De Luca                                                                     | 1.818.000      | 8,04%  |
| 9  | 20 dicembre 2021 | Anteprima: Palla avvelenata Binario d'oro Il ritorno del dragone                                                                   | Daniele Autieri Danilo Procaccianti Giulio Valesini e Cataldo Ciccolella                                         | 1.586.000      | 7,24%  |
| 10 | 27 dicembre 2021 | Anteprima: Le fantastiche 4 Cronaca di una tragedia annunciata Contagi zero Smart Tv: chi guarda chi?                              | Roberto Persia Walter Molino Giuliano Marrucci Lucina Paternesi                                                  | 2.016.000      | 8,83%  |
| 11 | 3 gennaio 2022   | Anteprima: La via del legno Sanità potenziale Che Grana! Amazon piglia tutto                                                       | Antonella Cignarale Michele Buono Rosamaria Aquino Emanuele Bellano                                              | 1.676.000      | 7,48%  |
| 12 | 10 gennaio 2022  | Anteprima: Attenti alla bufala Mascheropoli L'odore dei fanghi A caval donato                                                      | Rosamaria Aquino Rosamaria Aquino Bernardo Iovene Max Brod                                                       | 1.907.000      | 8,40%  |
| 13 | 17 gennaio 2022  | Anteprima: Amazon venduto e reso Vola un'aquila nel cielo I lupi di Wall Street... in monopattino                                  | Emanuele Bellano Luca Chianca Daniele Autieri                                                                    | 1.727.000      | 7,64%  |
| 14 | 24 gennaio 2022  | Anteprima: Tutto fumo Il venerabile ricatto Radio Pechino                                                                          | Antonella Cignarale Paolo Mondani Giulio Valesini e Cataldo Ciccolella                                           | 1.585.000      | 6,83%  |
| 15 | 31 gennaio 2022  | Anteprima: La vigile attesa Il paese che amo L'obolo                                                                               | Manuele Bonaccorsi e Lorenzo Vendemiale Luca Bertazzoni Giorgio Mottola                                          | 2.105.000      | 9,03%  |
| 16 | 4 aprile 2022    | Anteprima: La grande fuga Gli ultimi di Kiev Il contratto Le radici del contratto Dio salvi la Russia                              | Manuele Bonaccorsi Luca Bertazzoni Danilo Procaccianti Giorgio Mottola Alice Cohen e Samuel Lieven               | 2.166.000      | 9,50%  |
| 17 | 11 aprile 2022   | Anteprima: Il castello di carte I sopravvissuti di Kharkiv Gas: una storia d'amore e di guerra Gas non olet                        | Lucina Paternesi Luca Bertazzoni e Carlos Dias Giorgio Mottola Giorgio Fornoni                                   | 1.929.000      | 8,82%  |
| 18 | 18 aprile 2022   | Anteprima: Maschere mozzafiato I resilienti di Mykolaiv L'algoritmo al volante I cyber legionari New Town, Old Town Gli incompiuti | Antonella Cignarale Luca Bertazzoni e Carlos Dias Michele Buono Giuliano Marrucci Chiara De Luca Giulia Presutti | 1.308.000      | 6,28%  |
| 19 | 25 aprile 2022   | Anteprima: Hibakusha tesori viventi Fuga da Mariupol I Kremlin kids Polveriera balcanica                                           | Pio D'Emilia Luca Bertazzoni e Carlos Dias Giulio Valesini e Cataldo Ciccolella Walter Molino                    | 1.674.000      | 7,66%  |
| 20 | 2 maggio 2022    | Anteprima: Il tribunale degli impuniti I sommersi e i salvati Bufale da macello Record a Cape Canaveral                            | Lorenzo Vendemiale Manuele Bonaccorsi Bernardo Iovene Michele Buono                                              | 1.528.000      | 7,53%  |
| 21 | 9 maggio 2022    | Anteprima: Il virus del riscatto Dalla Russia con amore Il cimitero delle spie Macchine mortali                                    | Lucia Paternesi Danilo Procaccianti Danilo Autieri Giuliano Marrucci                                             | 1.518.000      | 7,55%  |
| 22 | 16 maggio 2022   | Anteprima: Una bottiglia è per sempre Blowing in the wind Casus belli Dugin's list                                                 | Chiara De Luca Giorgio Mottola Manuele Bonaccorsi Emanuele Bellano                                               | 1.450.000      | 7,29%  |
| 23 | 23 maggio 2022   | Anteprima: La trappola La bestia nera Un vaccino sotto embargo                                                                     | Chiara De Luca Paolo Mondani Manuele Bonaccorsi e Alessia Marzi                                                  | 1.462.000      | 7,82%  |
| 24 | 30 maggio 2022   | Anteprima: To buy or not to buy La pista nera 110 e lode Umanità a due facce                                                       | Lucina Paternesi Paolo Mondani Luca Bertazzoni Claudia Di Pasquale                                               | 1.842.000      | 10,16% |
| 25 | 6 giugno 2022    | Anteprima: C'era una volta l'Eliseo Stelle cadenti Orti di guerra                                                                  | Giulia Presutti Danilo Procaccianti Rosamaria Aquino                                                             | 1.548.000      | 8,93%  |
| 26 | 13 giugno 2022   | Anteprima: Terra di confine Toghe rotte Liscia, gassata o Yukos                                                                    | Chiara De Luca Giorgio Mottola Luca Chianca                                                                      | 1.409.000      | 8,40%  |
| 27 | 20 giugno 2022   | Anteprima: Degne persone Over dosi La polvere nel ventilatore Il paziente italiano                                                 | Luca Bertazzoni Manuele Bonaccorsi Giulio Valesini e Cataldo Ciccolella Claudia Di Pasquale                      | 1.377.000      | 8,42%  |
| 28 | 27 giugno 2022   | Anteprima: La guerra ibrida Rinascita & resilienza Il sacco di Roma                                                                | Walter Molino Luca Chianca Daniele Autieri                                                                       | 1.365.000      | 8,54%  |

## Ventiseiesima edizione (2022-2023)
| nº | Data             | Titolo | Autore | Telespettatori | Share  |
| -- | ---------------- | --- | --- | -------------- | ------ |
| 1  | 7 novembre 2022  | Anteprima: Aria frizzante Lo scopriremo Vivendi La messa è finita | Chiara De Luca Giorgio Mottola Danilo Procaccianti                                                                | 1.618.000      | 8,86%  |
| 2  | 14 novembre 2022 | Anteprima: Gladiatori digitali Il miraggio dello sceicco Questione di chimica | Antonella Cignarale Daniele Autieri Lucina Paternesi                                                              | 1.550.000      | 8,17%  |
| 3  | 21 novembre 2022 | Anteprima: Mariupol anno zero Pizza contemporanea Questi fantasmi | Manuele Bonaccorsi Bernardo Iovene Danilo Procaccianti                                                            | 2.204.000      | 11,93% |
| 4  | 28 novembre 2022 | Anteprima: L'età del carbone Il Bonus, il Brutto e il Cattivo La sanzione secondaria | Luca Chianca Luca Bertazzoni Manuele Bonaccorsi                                                                   | 1.909.000      | 10,19% |
| 5  | 5 dicembre 2022  | Anteprima: R-Ischia Caos Pronto Soccorso Finché c'è la salute | Manuele Bonaccorsi Chiara De Luca Claudia Di Pasquale                                                             | 2.009.000      | 10,57% |
| 6  | 12 dicembre 2022 | Anteprima: A volte ritornano Questa è TIM Due leghe e una capanna | Bernardo Iovene Giorgio Mottola Luca Chianca                                                                      | 1.665.000      | 8,99%  |
| 7  | 19 dicembre 2022 | Anteprima: Il ricatto del gas L'altra pandemia Senti chi guida | Edoardo Garibaldi e Walter Molino Cataldo Ciccolella e Giulio Valesini Michele Buono                              | 1.885.000      | 10,67% |
| 8  | 26 dicembre 2022 | Anteprima: La matrioska delle scommesse Radio Mosca Miniere urbane | Lorenzo Vendemiale Manuele Bonaccorsi Michele Buono                                                               | 1.427.000      | 8,32%  |
| 9  | 2 gennaio 2023   | Anteprima: Fin troppo rapidi Facce da mostro | Danilo Procaccianti Paolo Mondani                                                                                 | 1.458.000      | 7,90%  |
| 10 | 9 gennaio 2023   | Anteprima: Te piace 'o presepe? Che polli! La macchina per il futuro | Giorgio Mottola Giulia Innocenzi Lucina Paternesi                                                                 | 1.533.000      | 7,71%  |
| 11 | 16 gennaio 2023  | Anteprima: Mi chiamo Matteo Messina Denaro Il bianco e il nero La community Gettoni d'oro | Paolo Mondani e Giulio Valesini Daniele Autieri Emanuele Bellano Walter Molino                                    | 1.483.000      | 7,37%  |
| 12 | 23 gennaio 2023  | Anteprima: Mi chiamo Matteo Messina Denaro Lo stato del latitante - le indagini Lo stato del latitante - il CNR Lo stato del latitante - il senatore Lo stato del latitante - la trattativa Gli oligarchi del mare | Danilo Procaccianti Giorgio Mottola Giulio Valesini e Cataldo Ciccolella Walter Molino Paolo Mondani Luca Chianca | 1.900.000      | 9,40%  |
| 13 | 30 gennaio 2023  | Un, due, tre... stella! La guerra del DOP Uscire dai ghetti | Luca Bertazzoni Emanuele Bellano Bernardo Iovene                                                                  | 2.148.000      | 10,30% |
| 14 | 3 aprile 2023    | Ombre nere Il taglio del bisturi | Giorgio Mottola Luca Bertazzoni                                                                                   | 1.591.000      | 8,2%   |
| 15 | 10 aprile 2023   | Anteprima: Un occhio di riguardo Il pandemonio Mazzette e manzette | Daniele Autieri Giulio Valesini e Cataldo Ciccolella Walter Molino                                                | 1.538.000      | 8,5%   |
| 16 | 17 aprile 2023   | C'era una volta Calciopoli La Signora degli Agnelli | Daniele Autieri Manuele Bonaccorsi e Federico Marconi                                                             | 1.508.000      | 7,85%  |
| 17 | 24 aprile 2023   | ...lo schifo dell'Italia Una rete elettrica per l'Europa Andate in pace Segnali divini | Walter Molino e Andrea Tornago Michele Buono Danilo Procaccianti Chiara De Luca                                   | 1.266.000      | 6,82%  |
| 18 | 8 maggio 2023    | Gli insospettabili Ombre grigie I circoli degli amici | Claudia Di Pasquale Giorgio Mottola Lorenzo Vendemiale                                                            | 1.436.000      | 7,34%  |
| 19 | 15 maggio 2023   | Anteprima: A ruota libera La busta non paga La guerra delle etichette | Antonella Cignarale Bernardo Iovene Lucina Paternesi                                                              | 1.541.000      | 7,62%  |
| 20 | 22 maggio 2023   | Anteprima: S.O.S. Emilia Romagna La pupiata La selezione | Giulia Innocenzi Paolo Mondani Emanuele Bellano                                                                   | 1.733.000      | 8,86%  |
| 21 | 29 maggio 2023   | Anteprima: Tutti contro Yuka Il gelataio profeta Camere di commercio e camerati Che porci! | Lucina Paternesi e Giulia Sabella Paolo Mondani Luca Chianca Giulia Innocenzi                                     | 1.583.000      | 8,2%   |
| 22 | 5 giugno 2023    | Il pezzo di carta The new "Mister B" Il caso Sidorov Non è una regione per disabili | Luca Bertazzoni Giulio Valesini e Cataldo Ciccolella Chiara De Luca                                               | 1.661.000      | 8,57%  |
| 23 | 12 giugno 2023   | Anteprima: Il calcolo opaco Mal'aria Da Stellantis alle stalle Insicurezza sul lavoro | Antonella Cignarale Emanuele Bellano Manuele Bonaccorsi Bernardo Iovene                                           | 1.424.000      | 8,10%  |
| 24 | 19 giugno 2023   | Anteprima: Luangwa Project Open to fallimento L'ultimo volo La promessa della terra | Luca Chianca Giorgio Mottola Daniele Autieri Giammarco Sicuro                                                     | 1.765.000      | 10,10% |
| 25 | 26 giugno 2023   | Anteprima: Le scorie del Covid La gallina dalle uova d'oro La grande minaccia L'archivio dei battiti del cuore | Lorenzo Vendemiale Danilo Procaccianti Luca Chianca Alessandro Spinnato                                           | 1.840.000      | 10,25% |
| 26 | 3 luglio 2023    | Anteprima: Che Visibilia! Peccato carnale La legge del fiume Risorse senza controllo | Giorgio Mottola Giulia Innocenzi Luca Chianca Bernardo Iovene                                                     | 1.743.000      | 9,8%   |
| 27 | 10 luglio 2023   | Anteprima: Abbiamo preso un granchio! Santa subito Occhio per occhio... Il Prosecco e i suoi fratelli Usi e riusi                                                                                                  | Giulia Innocenzi Giorgio Mottola Luca Bertazzoni Emanuele Bellano Chiara De Luca                                  | 1.959.000      | 11,29% |

## Ventisettesima edizione (2023-2024)
| nº | Data             | Titolo | Autore | Telespettatori | Share  |
| -- | ---------------- | --- | --- | -------------- | ------ |
| 1  | 8 ottobre 2023   | Anteprima: Non sono una Santa La Russa Dinasty L'ultima fermata                                                     | Giorgio Mottola Giorgio Mottola Danilo Procaccianti                                                                           | 2.061.000      | 11,36% |
| 2  | 15 ottobre 2023  | Anteprima: Il collezionista di croste Lo stato della salute Compra l'arte e mettila da parte                        | Danilo Bertazzoni Claudia Di Pasquale Manuele Bonaccorsi e Federico Marconi                                                   | 1.478.000      | 7,63%  |
| 3  | 22 ottobre 2023  | Anteprima: L'appuntamento Il testamento Caccia al tesoro Guarda che Garda!                                          | Chiara De Luca Luca Bertazzoni Manuele Bonaccorsi e Federico Marconi Rosamaria Aquino                                         | 1.578.000      | 8,2%   |
| 4  | 29 ottobre 2023  | Anteprima: Falda e faldoni Zero in condotta Desideri sauditi L'intervista all'assessora... Gli smemorati di Venezia | Lucina Paternesi Luca Bertazzoni Daniele Autieri Claudia Di Pasquale Giulia Presutti                                          | 1.165.000      | 5,94%  |
| 5  | 5 novembre 2023  | Anteprima: La misericordia di Brugnaro Cosa Veneta I monatti                                                        | Walter Molino e Andrea Tornago Walter Molino e Andrea Tornago Giulia Innocenzi                                                | 1.333.000      | 6,66%  |
| 6  | 12 novembre 2023 | Anteprima: Il mondo dei puff La ragnatela dei La Russa Periferie d'autore                                           | Antonella Cignarale Giorgio Mottola Bernardo Iovene                                                                           | 1.443.000      | 7,2%   |
| 7  | 19 novembre 2023 | Anteprima: Il ritorno al mondo dei puff L'oca è fuori Green Hypocrisy L'area del poligono                           | Antonella Cignarale Michele Buono Giulio Valesini e Cataldo Ciccolella Giulia Presutti                                        | 1.586.000      | 7,83%  |
| 8  | 26 novembre 2023 | Anteprima: Totò cambia Spy game L'uomo del ponte                                                                    | Claudia Di Pasquale Lorenzo Vendemiale e Carlo Tecce Danilo Procaccianti                                                      | 1.822.000      | 9,44%  |
| 9  | 3 dicembre 2023  | Anteprima: Uno, nessuno e centomila spid Anna contro Eva Carote e spyware Il bonus è finito La scossa               | Lucina Paternesi Chiara De Luca Lorenzo Vendemiale e Carlo Tecce Luca Bertazzoni Giulia Innocenzi                             | 1.742.000      | 9%     |
| 10 | 10 dicembre 2023 | Anteprima: C'è (ancora) polvere nel ventilatore Il candidato al contrario Affari di genere                          | Giulio Valesini e Cataldo Ciccolella Luca Chianca Carlo Tecce e Lorenzo Vendemiale                                            | 1.597.000      | 8,35%  |
| 11 | 17 dicembre 2023 | Anteprima: C'era un cinese a Venezia Il ritratto di Vittorio Piccoli chimici Abbiate Cur(i)a di noi                 | Walter Molino e Andrea Tornago Manuele Bonaccorsi Emanuele Bellano Danilo Procaccianti                                        | 1.786.000      | 9,69%  |
| 12 | 7 gennaio 2024   | Anteprima: Il presepe della discordia Il valzer della candela Il segreto delle Brigate Rosse All'ombra dell'oro     | Giorgio Mottola Manuele Bonaccorsi Paolo Mondani Valerio Cataldi e Alessandro Spinnato                                        | 2.253.000      | 11,81% |
| 13 | 14 gennaio 2024  | Anteprima: Presto che è tardi L'artificio La mafia a tre teste Fabrizio Piscitelli e i Senese                       | Bernardo Iovene Manuele Bonaccorsi Giorgio Mottola Danilo Autieri                                                             | 1.846.000      | 9,61%  |
| 14 | 21 gennaio 2024  | Anteprima: Un futuro solare L'immune Grande Raccordo Criminale                                                      | Michele Buono Carlo Tecce e Lorenzo Vendemiale Danilo Autieri                                                                 | 1.703.000      | 9%     |
| 15 | 28 gennaio 2024  | Anteprima: Profumo d'Oriente Il santo fallimento Art discount Amici miei                                            | Emanuele Bellano Giorgio Mottola Manuele Bonaccorsi Luca Chianca                                                              | 1.749.000      | 9,17%  |
| 16 | 4 febbraio 2024  | Anteprima: Quando la politica è di casa Vista lago La resa di Vittorio Scudi incrociati I signori dell'anello       | Antonella Cignarale Rosamaria Aquino Manuele Bonaccorsi Luca Bertazzoni Chiara De Luca                                        | 1.472.000      | 8,05%  |
| 17 | 11 febbraio 2024 | Anteprima: Giralamoda Seconda mano Una dose di troppo Il vaccino scomparso Sanità a fondo                           | Lucina Paternesi Valerio Cataldi e Alessandro Spinnato Giulio Valesini e Cataldo Ciccolella Claudia Di Pasquale Marco Maisano | 1.604.000      | 8,08%  |
| 18 | 18 febbraio 2024 | Anteprima: Biancaneve Spa Il nemico in casa Do ut des                                                               | Antonella Cignarale Emanuele Bellano Danilo Procaccianti                                                                      | 1.570.000      | 8,02%  |
| 19 | 21 aprile 2024   | Anteprima: Il marmo della duchessa La santa famiglia (Hot)Spot albanese                                             | Bernardo Iovene Giorgio Mottola                                                                                               | 1.824.000      | 9,8%   |
| 20 | 28 aprile 2024   | Anteprima: Siamo tutti deficienti I taxi del mare Il pezzo di carta I grandi saggi                                  | Bernardo Iovene Giorgia Mottola Luca Bertazzoni Giulia Presutti                                                               | 1.563.000      | 8,65%  |
| 21 | 5 maggio 2024    | Food for Profit Verità per Giulio Regeni                                                                            | Giulia Innocenzi e Pablo D'Ambrosi Daniele Autieri                                                                            | 1.436.000      | 8%     |
| 22 | 12 maggio 2024   | Anteprima: Il sindaco e l'università misteriosa Il sistema Genova Svendersi capolavori I nemici di Moro e Falcone   | Rosa Maria Aquino Luca Chianca Manuele Bonaccorsi Paolo Mondani                                                               | 1.556.000      | 8,48%  |
| 23 | 19 maggio 2024   | Anteprima: Tera Nostra Sforo Olimpico                                                                               | Luca Chianca Claudia Di Pasquale                                                                                              | 1.782.000      | 10,16% |
| 24 | 26 maggio 2024   | Anteprima: Drizza le antenne I campioni dei sondaggi Il V scenario                                                  | Lucina Paternesi Carlo Tecce e Lorenzo Vendemiale Luca Chianca                                                                | 1.635.000      | 9,78%  |
| 25 | 2 giugno 2024    | Anteprima: Gli irresponsabili La campagna d'Albania Verità nascoste per Giulio Regeni                               | Rosa Maria Aquino Giorgio Mottola Daniele Autieri                                                                             | 1.678.000      | 9,52%  |
| 26 | 9 giugno 2024    | Anteprima: Bufale senzienti                                                                                         | Bernardo Iovene | 1.233.000      | 6,78%  |
| 26 | 9 giugno 2024    | Seduti sul vulcano                                                                                                  | Giulia Presutti | 1.233.000      | 6,78%  |
| 26 | 9 giugno 2024    | Nel posto giusto | Giulio Valesini e Cataldo Ciccolella                                                                                          | 1.233.000      | 6,78%  |
| 27 | 16 giugno 2024   | Anteprima: Acque sporche Un buco nell'acqua Lavoro a perdere Quattro ruote e quattrini                              | Emanuele Bellano Chiara De Luca Danilo Procaccianti Giulio Valesini e Cataldo Ciccolella                                      | 1.285.000      | 7,54%  |
| 28 | 23 giugno 2024   | Anteprima: Patto di sangue Fuori pista Il portantino editore Nessun dorma                                           | Antonella Cignarale Claudia Di Pasquale Luca Bertazzoni Walter Molino e Andrea Tornago                                        | 1.290.000      | 7,64%  |

## Ventottesima edizione (2024-2025)
| Puntata | Data             | Titolo                                                | Autore                                               | Telespettatori | Share  |
| ------- | ---------------- | ----------------------------------------------------- | ---------------------------------------------------- | -------------- | ------ |
| 1       | 27 ottobre 2024  | Lab Report: Vasto, la forza della comunità            | Chiara De Luca                                       | 1.621.000      | 8,08%  |
| 1       | 27 ottobre 2024  | Anteprima: La strage nascosta                         | Rosamaria Aquino                                     | 2.189.000      | 10,40% |
| 1       | 27 ottobre 2024  | Boccia & Boccioni                                     | Giorgio Mottola                                      | 2.643.000      | 13,75% |
| 1       | 27 ottobre 2024  | Rimetta a posto la candela                            | Manuele Bonaccorsi                                   | 2.643.000      | 13,75% |
| 1       | 27 ottobre 2024  | Liguria nostra                                        | Luca Chianca                                         | 2.643.000      | 13,75% |
| 2       | 3 novembre 2024  | Lab Report: Meta-Politica                             | Lucina Paternesi                                     | 960.000        | 4,84%  |
| 2       | 3 novembre 2024  | Anteprima: I Padrini di Trump                         | Sacha Biazzo                                         | 1.412.000      | 6,90%  |
| 2       | 3 novembre 2024  | La Sorella d'Italia                                   | Giorgio Mottola                                      | 1.659.000      | 8,93%  |
| 2       | 3 novembre 2024  | Il laboratorio                                        | Giorgio Mottola                                      | 1.659.000      | 8,93%  |
| 3       | 10 novembre 2024 | Lab Report: Dove girano le pale?                      | Antonella Cignarale                                  | 1.009.000      | 5,14%  |
| 3       | 10 novembre 2024 | Anteprima: La Terra dei fuochi, dei ciechi e dei muti | Bernardo Iovene                                      | 1.198.000      | 6,01%  |
| 3       | 10 novembre 2024 | Refurtiva in mostra                                   | Manuele Bonaccorsi                                   | 1.362.000      | 7,59%  |
| 3       | 10 novembre 2024 | L'etica del tartufo                                   | Luca Bertazzoni                                      | 1.362.000      | 7,59%  |
| 3       | 10 novembre 2024 | Oblio di Stato                                        | Luca Bertazzoni                                      | 1.362.000      | 7,59%  |
| 4       | 17 novembre 2024 | Lab Report: L'aggiunta delle elezioni                 | Giulia Presutti                                      | 824.000        | 3,88%  |
| 4       | 17 novembre 2024 | Anteprima: Il virus e il nemico in casa               | Giulia Innocenzi                                     | 1.092.000      | 4,92%  |
| 4       | 17 novembre 2024 | L'olio di ricino                                      | Daniele Autieri                                      | 1.243.000      | 6,13%  |
| 4       | 17 novembre 2024 | Tutti gli uomini del Generale                         | Luca Chianca                                         | 1.243.000      | 6,13%  |
| 5       | 24 novembre 2024 | Lab Report: L'ultimo inchino                          | Rosamaria Aquino                                     | 1.028.000      | 5,04%  |
| 5       | 24 novembre 2024 | Anteprima: Tutti i boss del Presidente                | Sasha Biazzo                                         | 1.308.000      | 6,32%  |
| 5       | 24 novembre 2024 | Il pieno di voti                                      | Luca Bertazzoni                                      | 1.481.000      | 7,91%  |
| 5       | 24 novembre 2024 | Fake suini                                            | Giulia Innocenzi                                     | 1.481.000      | 7,91%  |
| 5       | 24 novembre 2024 | Ora et labora                                         | Claudia Di Pasquale                                  | 1.481.000      | 7,91%  |
| 6       | 1º dicembre 2024 | Lab Report: I resilienti                              | Alessandro Spinnato                                  | 749.000        | 3,68%  |
| 6       | 1º dicembre 2024 | Anteprima: Condizioni onorevoli                       | Chiara De Luca e Carlo Tecce                         | 1.286.000      | 6,25%  |
| 6       | 1º dicembre 2024 | Gli audio di Maria Rosaria Boccia sul G7 di Pompei    | Luca Bertazzoni                                      | 1.663.000      | 8,57%  |
| 6       | 1º dicembre 2024 | Il gioco della torre                                  | Giorgio Mottola                                      | 1.663.000      | 8,57%  |
| 6       | 1º dicembre 2024 | La palude di Venezia                                  | Walter Molino e Andrea Tornago                       | 1.663.000      | 8,57%  |
| 7       | 8 dicembre 2024  | Lab Report: Che mi metto?                             | Marzia Amico                                         | 815.000        | 4,22%  |
| 7       | 8 dicembre 2024  | Anteprima: Il Faraone e il rigassificatore            | Luca Chianca                                         | 1.157.000      | 5,82%  |
| 7       | 8 dicembre 2024  | Travolti da un insolito destino                       | Luca Bertazzoni                                      | 1.561.000      | 8,44%  |
| 7       | 8 dicembre 2024  | Il sogno di plastica                                  | Danilo Procaccianti                                  | 1.561.000      | 8,44%  |
| 8       | 15 dicembre 2024 | Lab Report: Che aria tira?                            | Marco Maisano                                        | 836.000        | 4,21%  |
| 8       | 15 dicembre 2024 | Anteprima: Il santo inceneritore                      | Claudia Di Pasquale                                  | 1.169.000      | 5,81%  |
| 8       | 15 dicembre 2024 | La Repubblica della ciofeca                           | Bernardo Iovene                                      | 1.535.000      | 8,41%  |
| 8       | 15 dicembre 2024 | C'è sempre polvere nel ventilatore                    | Giulio Valesini e Cataldo Ciccolella                 | 1.535.000      | 8,41%  |
| 9       | 22 dicembre 2024 | Lab Report: Chi se la beve                            | Antonella Cignarale                                  | 890.000        | 4,76%  |
| 9       | 22 dicembre 2024 | Anteprima: Circolo Malagò                             | Carlo Tecce e Lorenzo Vendemiale                     | 960.000        | 5,03%  |
| 9       | 22 dicembre 2024 | Vino su misura                                        | Emanuele Bellano                                     | 1.453.000      | 8,14%  |
| 9       | 22 dicembre 2024 | Un'intelligenza intelligente?                         | Michele Buono                                        | 1.453.000      | 8,14%  |
| 10      | 29 dicembre 2024 | Lab Report: Mare che avanza                           | Paolo Palermo                                        | 945.000        | 5,11%  |
| 10      | 29 dicembre 2024 | Anteprima: La scomoda eredità degli Elkann            | Manuele Bonaccorsi                                   | 1.333.000      | 7,13%  |
| 10      | 29 dicembre 2024 | Il partigiano Oscar                                   | Walter Molino e Andrea Tornago                       | 1.733.000      | 10,24% |
| 10      | 29 dicembre 2024 | La posta del cuore                                    | Giulio Valesini e Cataldo Ciccolella                 | 1.733.000      | 10,24% |
| 10      | 29 dicembre 2024 | L'asilo della speranza                                | Alessandro Spinnato                                  | 1.733.000      | 10,24% |
| 11      | 5 gennaio 2025   | Lab Report: Gli smemorati                             | Chiara De Luca                                       | 1.022.000      | 5,53%  |
| 11      | 5 gennaio 2025   | Anteprima: La rana che conquistò il lago              | Rosamaria Aquino                                     | 943.000        | 5,09%  |
| 11      | 5 gennaio 2025   | I ritratti degli avi                                  | Manuele Bonaccorsi                                   | 1.532.000      | 8,92%  |
| 11      | 5 gennaio 2025   | Lottizzazione dei cani                                | Giulia Innocenzi                                     | 1.532.000      | 8,92%  |
| 11      | 5 gennaio 2025   | Report Plus: La canonica liberata                     | Danilo Procaccianti                                  | 1.532.000      | 8,92%  |
| 12      | 12 gennaio 2025  | Lab Report: Una vita sottoterra                       | Alessandro Spinnato                                  | 795.000        | 3,95%  |
| 12      | 12 gennaio 2025  | Anteprima: Prumesse mancate                           | Luca Chianca                                         | 1.105.000      | 5,35%  |
| 12      | 12 gennaio 2025  | Questione di lobby                                    | Giorgio Mottola                                      | 1.340.000      | 7,30%  |
| 12      | 12 gennaio 2025  | Il signor D                                           | Paolo Mondani                                        | 1.340.000      | 7,30%  |
| 13      | 19 gennaio 2025  | Lab Report: Let's Marche!                             | Lucina Paternesi                                     | 989.000        | 4,80%  |
| 13      | 19 gennaio 2025  | Anteprima: Tesoro, ho preso l'aereo                   | Daniele Autieri                                      | 1.149.000      | 5,53%  |
| 13      | 19 gennaio 2025  | Aggiornamento sul caso Visibilia-Santanchè            | Giorgio Mottola                                      | 1.485.000      | 7,76%  |
| 13      | 19 gennaio 2025  | Il Ponte a tutti i costi                              | Danilo Procaccianti                                  | 1.485.000      | 7,76%  |
| 13      | 19 gennaio 2025  | I Monarchi dello Sport                                | Lorenzo Vendemiale e Carlo Tecce                     | 1.485.000      | 7,76%  |
| 14      | 26 gennaio 2025  | Lab Report: Sanità all'abruzzese                      | Giulia Presutti                                      | 932.000        | 4,61%  |
| 14      | 26 gennaio 2025  | Anteprima: Il ponte delle ombre                       | Danilo Procaccianti                                  | 1.356.000      | 6,48%  |
| 14      | 26 gennaio 2025  | Il Santo Patron                                       | Giorgio Mottola                                      | 1.578.000      | 8,13%  |
| 14      | 26 gennaio 2025  | Il giorno del giudizio                                | Giulio Valesini e Cataldo Ciccolella                 | 1.578.000      | 8,13%  |
| 14      | 26 gennaio 2025  | Report Plus: L'eletto                                 | Giulia Presutti                                      | 916.000        | 5,62%  |
| 15      | 2 febbraio 2025  | Lab Report: Il seme della discordia                   | Roberto Persia                                       | 975.000        | 4,76%  |
| 15      | 2 febbraio 2025  | Anteprima: I furbi del passito                        | Emanuele Bellano                                     | 1.349.000      | 6,50%  |
| 15      | 2 febbraio 2025  | Questione di fiducia                                  | Giorgio Mottola                                      | 1.568.000      | 8,11%  |
| 15      | 2 febbraio 2025  | Benessere parlamentare                                | Giulia Innocenzi                                     | 1.568.000      | 8,11%  |
| 15      | 2 febbraio 2025  | Il derby d'Italia                                     | Daniele Autieri                                      | 1.568.000      | 8,11%  |
| 16      | 9 febbraio 2025  | Lab Report: Fiori e limoni dei Paesi tuoi             | Antonella Cignarale                                  | 1.002.000      | 4,88%  |
| 16      | 9 febbraio 2025  | Anteprima: Macinato formato famiglia                  | Bernardo Iovene                                      | 1.473.000      | 7,05%  |
| 16      | 9 febbraio 2025  | Spie & Bugie                                          | Giorgio Mottola                                      | 1.557.000      | 8,18%  |
| 16      | 9 febbraio 2025  | Dalla parte di (quasi) tutti gli animali              | Giulia Innocenzi                                     | 1.557.000      | 8,18%  |
| 16      | 9 febbraio 2025  | Il Marchese del Grillo                                | Luca Bertazzoni                                      | 1.557.000      | 8,18%  |
| 17      | 16 febbraio 2025 | Lab Report: L'artificio dei fuochi                    | Chiara De Luca                                       | 1.136.000      | 5,57%  |
| 17      | 16 febbraio 2025 | Anteprima: I nuovi dogi                               | Walter Molino e Andrea Tornago                       | 1.430.000      | 6,98%  |
| 17      | 16 febbraio 2025 | Trumpisti su marte                                    | Manuele Bonaccorsi                                   | 1.466.000      | 7,64%  |
| 17      | 16 febbraio 2025 | Gas, vodka e mortadella                               | Giulio Valesini, Aldo Ciccolella e Lidia Galeazzo    | 1.466.000      | 7,64%  |
| 18      | 23 febbraio 2025 | Lab Report: Rifugi & reflui                           | Lucina Paternesi                                     | 993.000        | 4,78%  |
| 18      | 23 febbraio 2025 | Anteprima: Piccolo affair di Alemanno                 | Rosamaria Aquino                                     | 1.301.000      | 6,29%  |
| 18      | 23 febbraio 2025 | Salmone da cani                                       | Giulia Innocenzi                                     | 1.557.000      | 8,17%  |
| 18      | 23 febbraio 2025 | Il treno dei desideri                                 | Danilo Procaccianti                                  | 1.557.000      | 8,17%  |
| 18      | 23 febbraio 2025 | Il postino                                            | Luca Chianca                                         | 1.557.000      | 8,17%  |
| 19      | 2 marzo 2025     | Lab Report: Il bene immobile                          | Giulia Presutti                                      | 895.000        | 4,46%  |
| 19      | 2 marzo 2025     | Lab Report: That's ATIM                               | Lucina Paternesi                                     | 895.000        | 4,46%  |
| 19      | 2 marzo 2025     | Anteprima: Il mare è come l'olio                      | Manuele Bonaccorsi                                   | 1.255.000      | 6,17%  |
| 19      | 2 marzo 2025     | Patti chiari                                          | Claudia Di Pasquale                                  | 1.329.000      | 6,96%  |
| 19      | 2 marzo 2025     | Il re del vino                                        | Emanuele Bellano                                     | 1.329.000      | 6,96%  |
| 20      | 11 maggio 2025   | Lab Report: Figli di un'isola minore                  | Roberto Persia                                       | 911.000        | 5,2%   |
| 20      | 11 maggio 2025   | Anteprima: Franchi tiratori                           | Giulia Presutti                                      | 969.000        | 5,2%   |
| 20      | 11 maggio 2025   | Make Vaticano great again                             | Giorgio Mottola e Sasha Biazzo                       | 1.568.000      | 9,0%   |
| 20      | 11 maggio 2025   | La crociata                                           | Sasha Biazzo                                         | 1.568.000      | 9,0%   |
| 20      | 11 maggio 2025   | Miniera di energia                                    | Michele Buono                                        | 1.568.000      | 9,0%   |
| 21      | 18 maggio 2025   | Lab Report: Le streghe son tornate                    | Chiara De Luca                                       | 824.000        | 4,7%   |
| 21      | 18 maggio 2025   | Anteprima: L'ora del giudizio                         | Walter Molino e Andrea Tornago                       | 1.140.000      | 6,2%   |
| 21      | 18 maggio 2025   | Salmone io veg                                        | Giulia Innocenzi                                     | 1.097.000      | 6,1%   |
| 21      | 18 maggio 2025   | Il passato che ritorna                                | Paolo Mondani                                        | 1.097.000      | 6,1%   |
| 22      | 25 maggio 2025   | Lab Report: Sotto il segno del granchio               | Alessandro Spinnato                                  | 832.000        | 5,0%   |
| 22      | 25 maggio 2025   | Anteprima: Le ali sulla laguna                        | Walter Molino e Andrea Tornago                       | 1.183.000      | 6,7%   |
| 22      | 25 maggio 2025   | Anteprima: Salmone io veg                             | Giulia Innocenzi                                     | 1.183.000      | 6,7%   |
| 22      | 25 maggio 2025   | Fuori moda                                            | Luca Bertazzoni                                      | 1.585.000      | 9,2%   |
| 22      | 25 maggio 2025   | Luci e ombre a San Siro                               | Daniele Autieri                                      | 1.585.000      | 9,2%   |
| 23      | 1º giugno 2025   | Lab Report: Anatomia di un crimine                    | Nancy Porsia                                         | 663.000        | 4,7%   |
| 23      | 1º giugno 2025   | Anteprima: La resa dei conti                          | Daniele Autieri                                      | 876.000        | 5,7%   |
| 23      | 1º giugno 2025   | Laguna nera                                           | Giulia Innocenzi                                     | 1.095.000      | 7,3%   |
| 23      | 1º giugno 2025   | All'armi, siam banchieri!                             | Giorgio Mottola                                      | 1.095.000      | 7,3%   |
| 24      | 9 giugno 2025    | Lab Report: Il grande flop                            | Danilo Procaccianti                                  | 515.000        | 2,8%   |
| 24      | 9 giugno 2025    | Anteprima: Omissione di soccorso                      | Giulio Valesini e Cataldo Ciccolella                 | 941.000        | 5,3%   |
| 24      | 9 giugno 2025    | Birra... E non sai cosa bevi                          | Bernardo Iovene                                      | 1.731.000      | 10,4%  |
| 24      | 9 giugno 2025    | La caduta di Varsavia                                 | Manuele Bonaccorsi e Chiara D'Ambros                 | 1.731.000      | 10,4%  |
| 25      | 15 giugno 2025   | Lab Report: Perdita assicurata                        | Antonella Cignarale                                  | 658.000        | 4,3%   |
| 25      | 15 giugno 2025   | Anteprima: La Champions delle poste                   | Luca Chianca                                         | 924.000        | 5,6%   |
| 25      | 15 giugno 2025   | Ora et bevi birra                                     | Bernardo Iovene                                      | 1.352.000      | 8,8%   |
| 25      | 15 giugno 2025   | A ospedal donato...                                   | Claudia Di Pasquale                                  | 1.352.000      | 8,8%   |
| 25      | 15 giugno 2025   | La lunga e vigile attesa                              | Giulio Valesini, Lidia Galeazzo e Cataldo Ciccolella | 1.352.000      | 8,8%   |
| 26      | 22 giugno 2025   | Lab Report: AAA Vendesi Ucraina                       | Manuele Bonaccorsi e Chiara D'Ambros                 | 743.000        | 5,1%   |
| 26      | 22 giugno 2025   | Anteprima: Luci spente a San Siro                     | Luca Chianca                                         | 927.000        | 6,1%   |
| 26      | 22 giugno 2025   | Palazzo Chigi Hospital                                | Chiara De Luca                                       | 1.082.000      | 7,2%   |
| 26      | 22 giugno 2025   | La salute non è di casa                               | Giulio Valesini, Cataldo Ciccolella e Lidia Galeazzo | 1.082.000      | 7,2%   |
| 26      | 22 giugno 2025   | Mori va alla guerra                                   | Paolo Mondani                                        | 1.082.000      | 7,2%   |
| 27      | 29 giugno 2025   | Lab Report: I generosi                                | Manuele Bonaccorsi e Chiara D'Ambros                 | 637.000        | 4,7%   |
| 27      | 29 giugno 2025   | Anteprima: In vino non veritas                        | Emanuele Bellano                                     | 942.000        | 6,7%   |
| 27      | 29 giugno 2025   | Assalto alla Corte                                    | Danilo Procaccianti                                  | 1.173.000      | 8,5%   |
| 27      | 29 giugno 2025   | Senato al bando                                       | Carlo Tecce e Lorenzo Vendemiale                     | 1.173.000      | 8,5%   |
| 28      | 6 luglio 2025    | Lab Report: Mare... profumo di gare                   | Lucina Paternesi                                     | 823.000        | 5,7%   |
| 28      | 6 luglio 2025    | Anteprima: Il bagnino d'Italia                        | Carlo Tecce e Lorenzo Vendemiale                     | 1.002.000      | 6,9%   |
| 28      | 6 luglio 2025    | Bezos da Venezia                                      | Walter Molino                                        | 1.436.000      | 10,3%  |
| 28      | 6 luglio 2025    | Il medico della mutua                                 | Luca Bertazzoni                                      | 1.436.000      | 10,3%  |
| 28      | 6 luglio 2025    | Ombre cinesi                                          | Daniele Autieri                                      | 1.436.000      | 10,3%  |